# Saint-Erme-Outre-et-Ramecourt
Saint-Erme-Outre-et-Ramecourt est une commune française située dans le département de l'Aisne, en région Hauts-de-France, anciennement Picardie.
Les habitants de la commune s'appellent les Saint-Ermois et les Saint-Ermoises.

## Géographie
- 1Carte dynamique
- 2Carte OpenStreetMap
- 3Carte topographique
- 4Carte avec les communes environnantes

La commune se situe à la transition des collines de Lannois à l'ouest et la plaine du Laonnois à l'est. Elle est la réunion de trois anciennes paroisses, auquel sont venus ajouter, à l'est de Ramecourt, Saint-Erme-gare avec ses habitations, ses commerces et son industrie autour de la gare de Saint-Erme. Sur le plateau de Saint-Erme, à peu près au point culminant de la commune, se trouve une curieuse borne géodésique, le Signal de Saint-Erme.

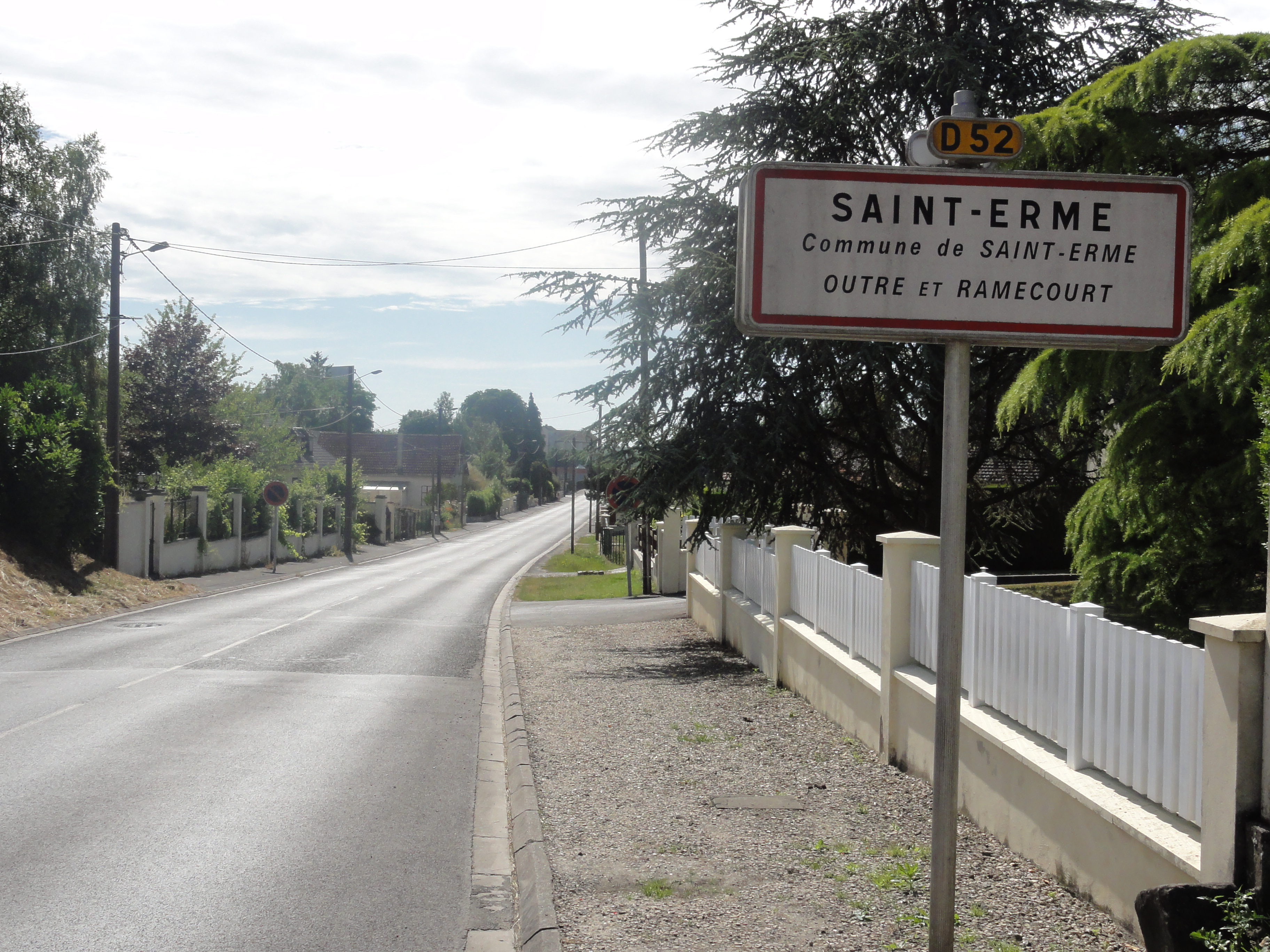
Entrée de Saint-Erme (Saint-Erme-Ville).
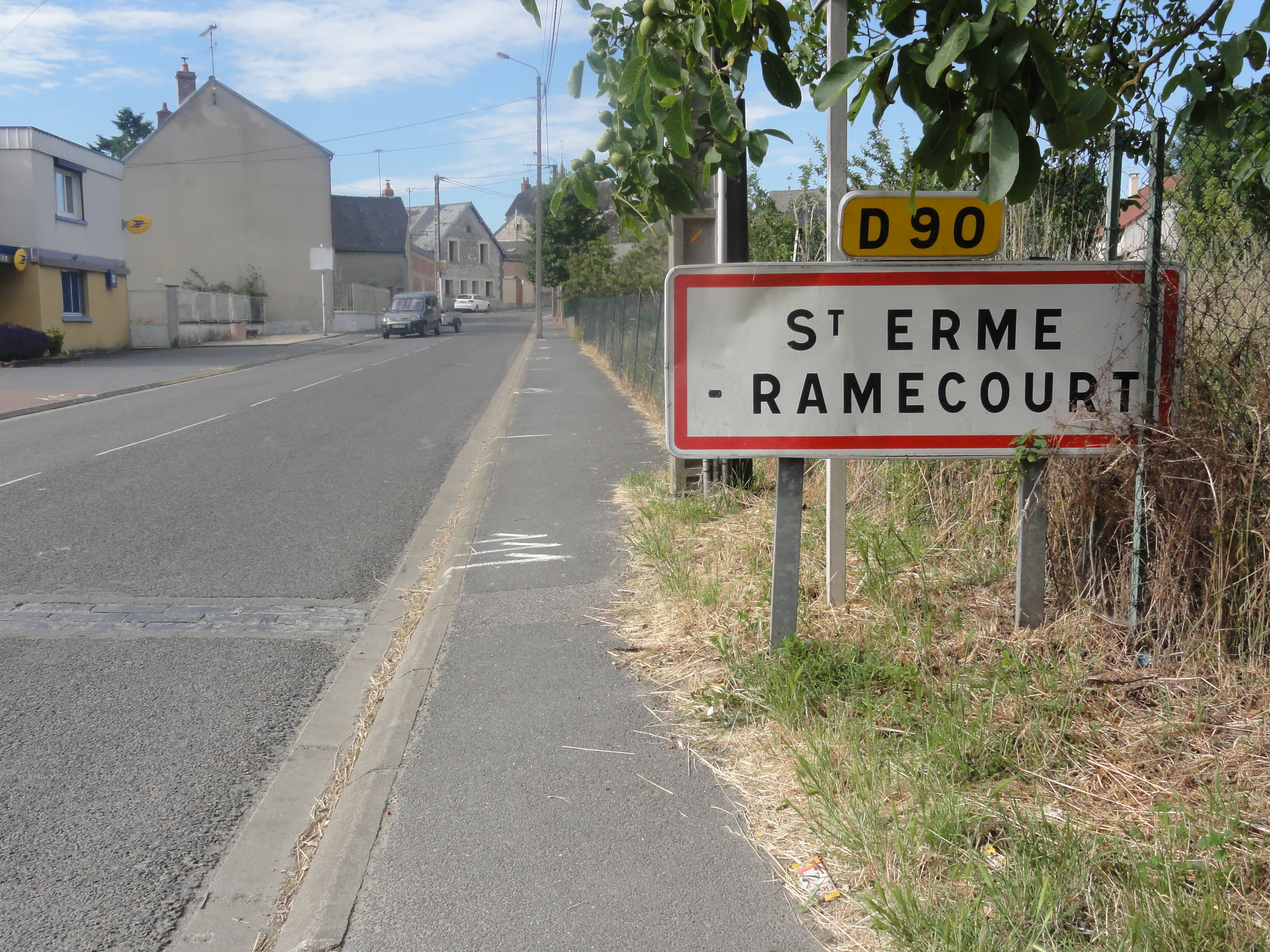
Entrée de Ramecourt.
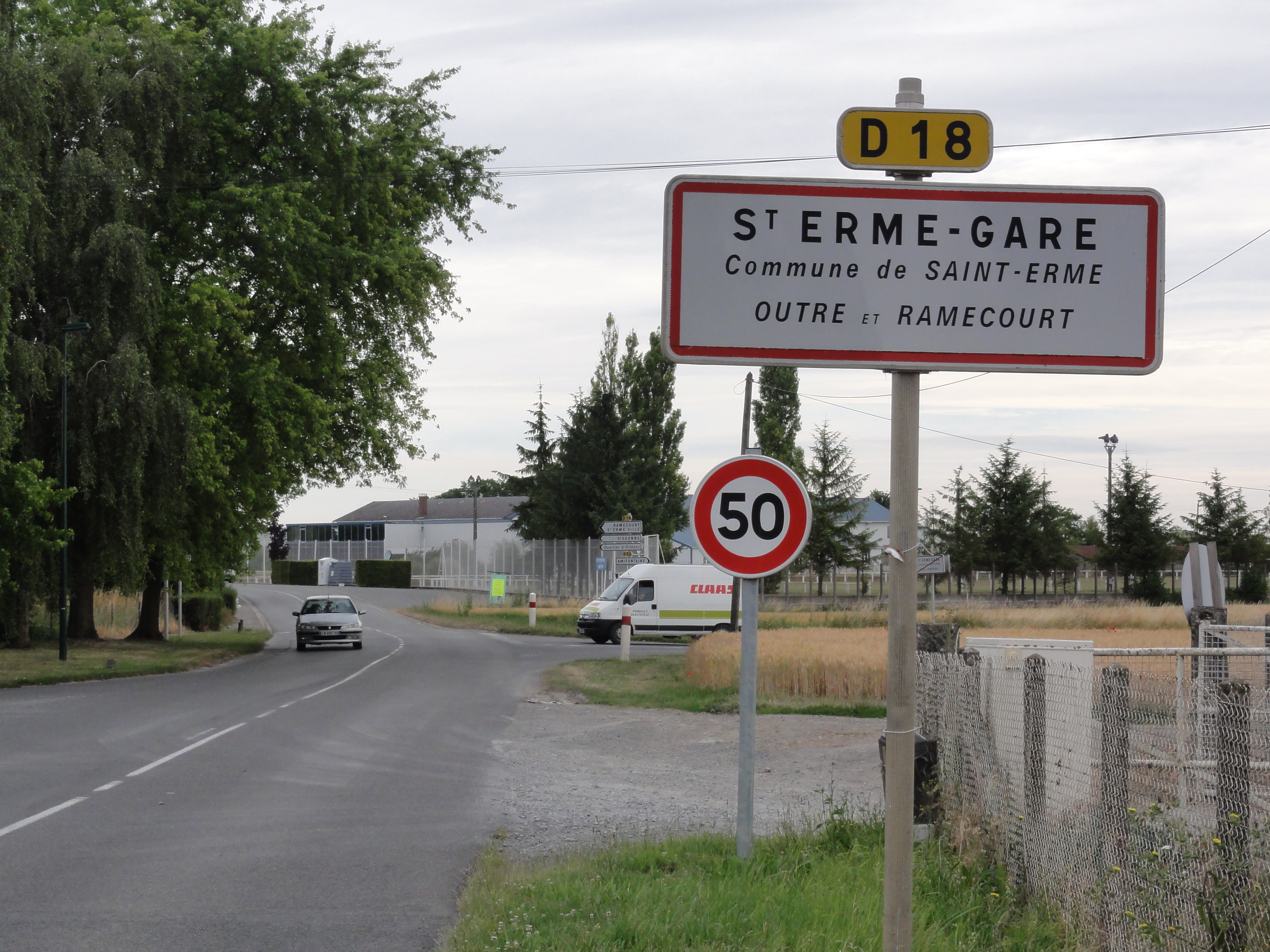
Entrée de Saint-Erme-gare.
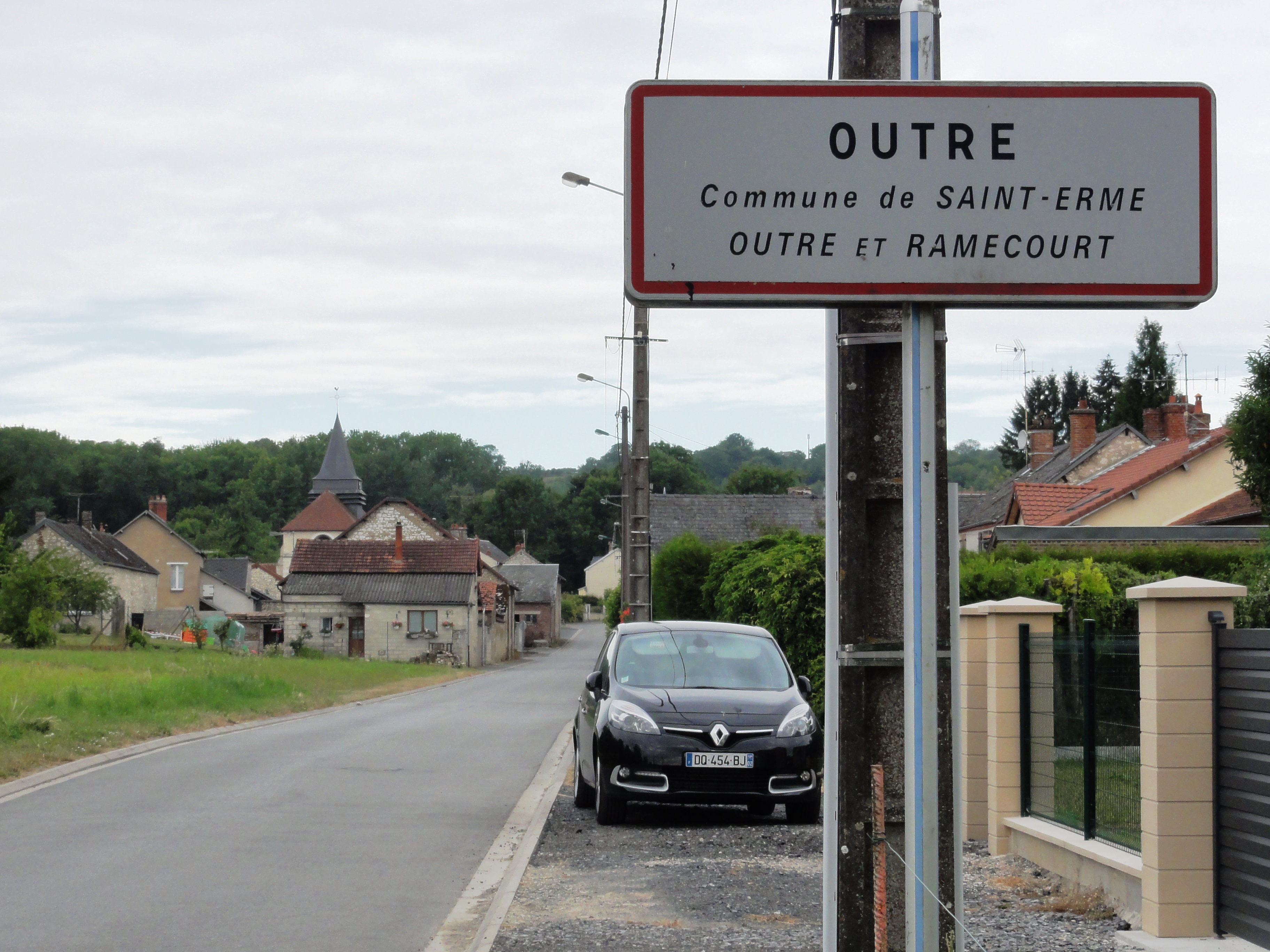
Entrée d'Outre.
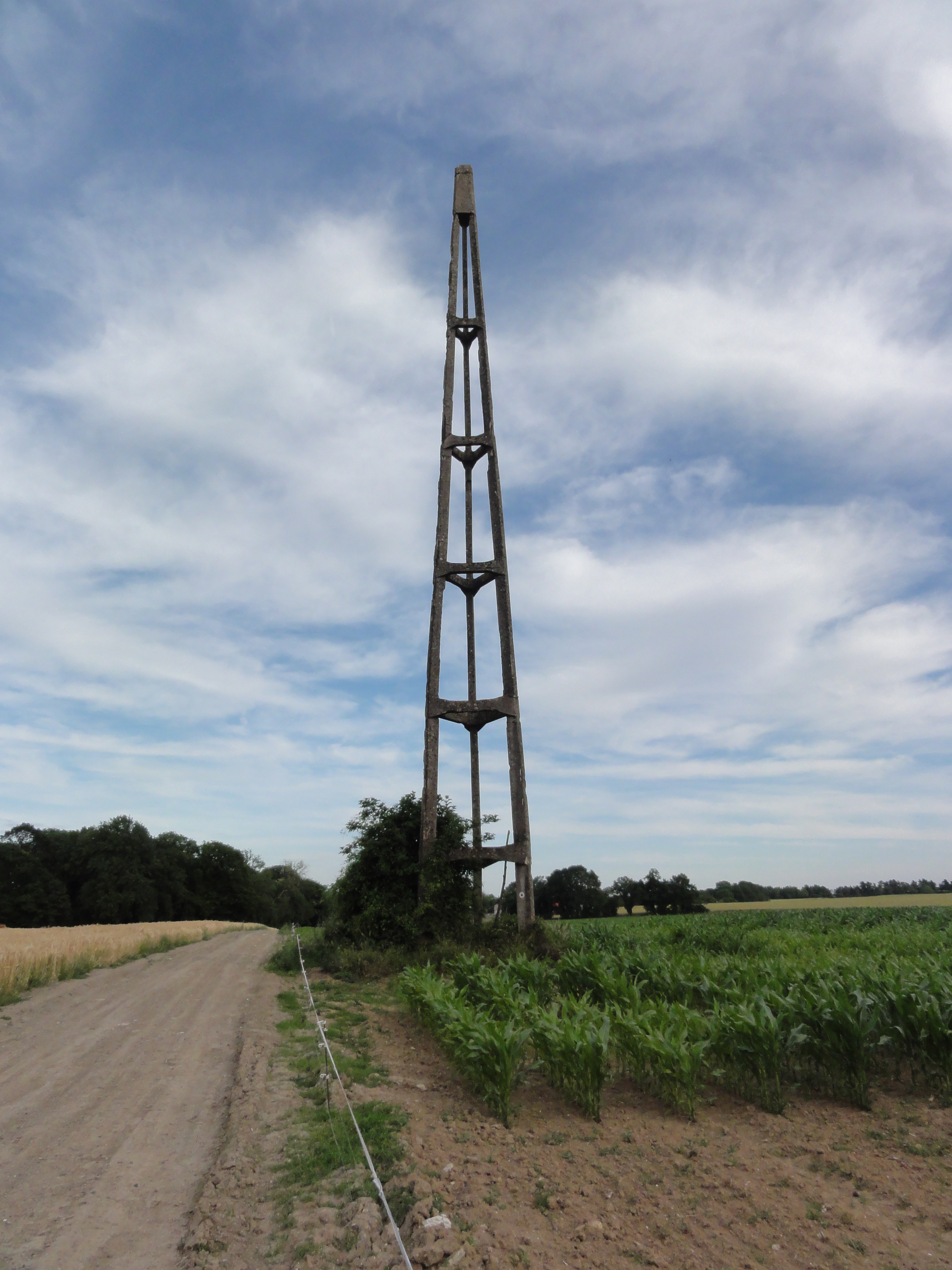
Signal de Saint-Erme.

### Hydrographie
La commune est située dans le bassin Seine-Normandie. Elle n'est drainée par aucun cours d'eau,.

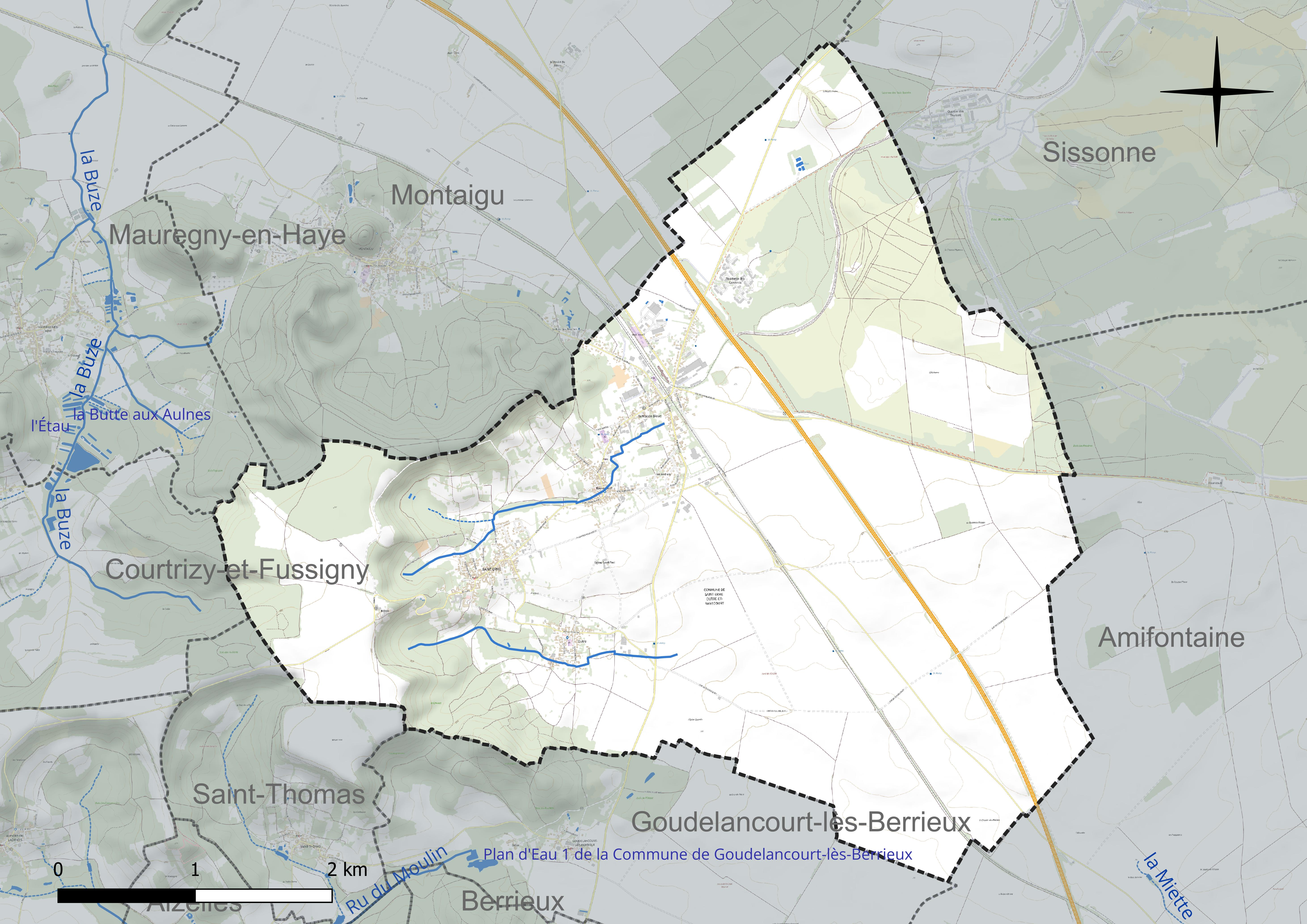
Réseau hydrographique de Saint-Erme-Outre-et-Ramecourt.

### Climat
Pour des articles plus généraux, voir Climat des Hauts-de-France et Climat de l'Aisne.
En 2010, le climat de la commune est de type climat océanique dégradé des plaines du Centre et du Nord, selon une étude du CNRS s'appuyant sur une série de données couvrant la période 1971-2000. En 2020, Météo-France publie une typologie des climats de la France métropolitaine dans laquelle la commune est exposée à un climat océanique altéré et est dans la région climatique Nord-est du bassin Parisien, caractérisée par un ensoleillement médiocre, une pluviométrie moyenne régulièrement répartie au cours de l'année et un hiver froid (3 °C).
Pour la période 1971-2000, la température annuelle moyenne est de 10,2 °C, avec une amplitude thermique annuelle de 15,2 °C. Le cumul annuel moyen de précipitations est de 751 mm, avec 12 jours de précipitations en janvier et 9,1 jours en juillet. Pour la période 1991-2020, la température moyenne annuelle observée sur la station météorologique la plus proche, située sur la commune de Gizy à 11 km à vol d'oiseau, est de 11,0 °C et le cumul annuel moyen de précipitations est de 724,1 mm,. Pour l'avenir, les paramètres climatiques de la commune estimés pour 2050 selon différents scénarios d'émission de gaz à effet de serre sont consultables sur un site dédié publié par Météo-France en novembre 2022.

## Urbanisme

### Typologie
Au 1er janvier 2024, Saint-Erme-Outre-et-Ramecourt est catégorisée bourg rural, selon la nouvelle grille communale de densité à 7 niveaux définie par l'Insee en 2022.
Elle est située hors unité urbaine. Par ailleurs la commune fait partie de l'aire d'attraction de Laon, dont elle est une commune de la couronne,. Cette aire, qui regroupe 106 communes, est catégorisée dans les aires de 50 000 à moins de 200 000 habitants,.

### Occupation des sols
L'occupation des sols de la commune, telle qu'elle ressort de la base de données européenne d'occupation biophysique des sols Corine Land Cover (CLC), est marquée par l'importance des territoires agricoles (64,6 % en 2018), en diminution par rapport à 1990 (67,2 %). La répartition détaillée en 2018 est la suivante : 
terres arables (56,8 %), milieux à végétation arbustive et/ou herbacée (14,5 %), forêts (14,2 %), zones agricoles hétérogènes (7,8 %), zones urbanisées (6,7 %).
L'évolution de l'occupation des sols de la commune et de ses infrastructures peut être observée sur les différentes représentations cartographiques du territoire : la carte de Cassini (XVIIIe siècle), la carte d'état-major (1820-1866) et les cartes ou photos aériennes de l'IGN pour la période actuelle (1950 à aujourd'hui).

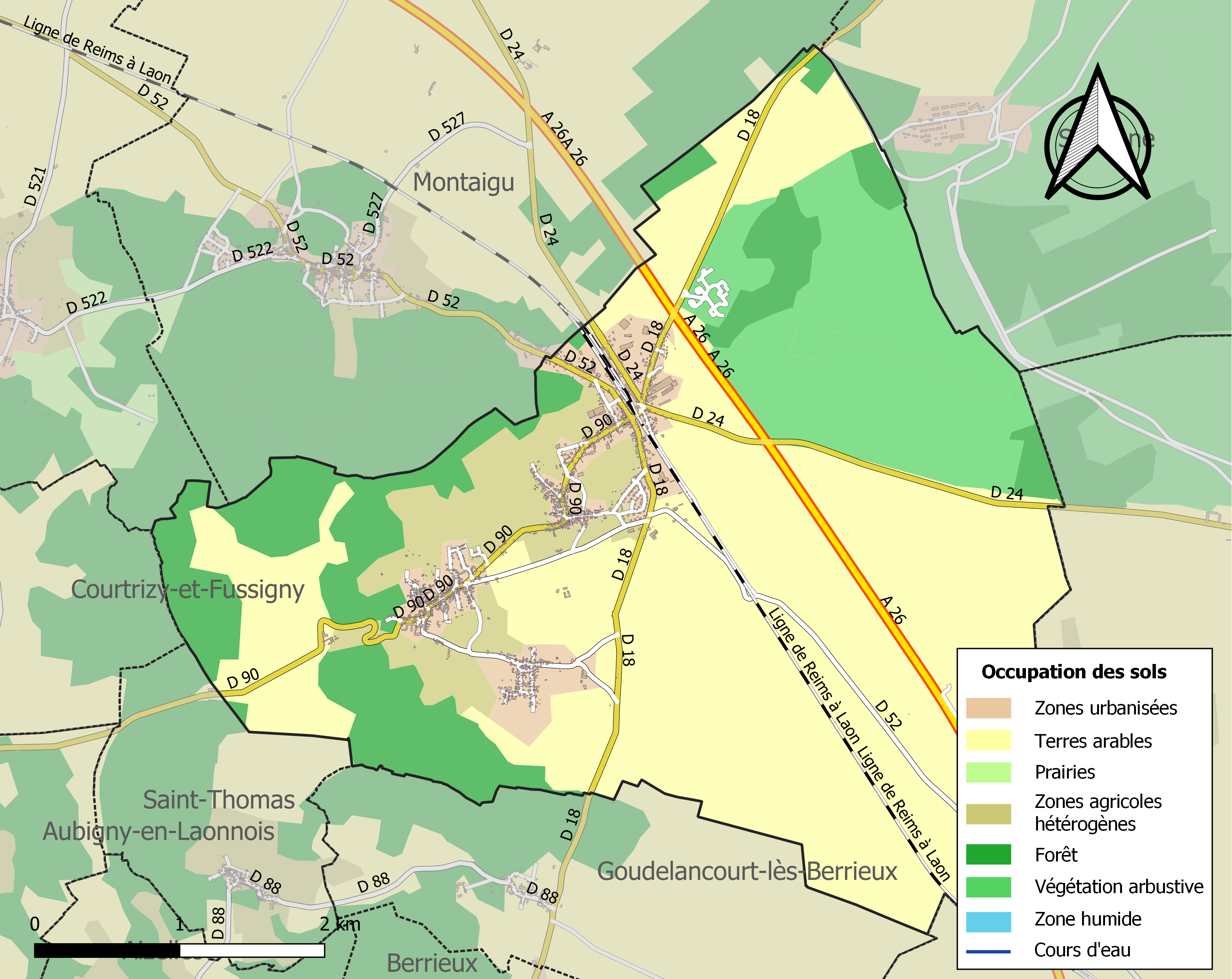
Carte de l'occupation des sols de la commune en 2018 (CLC).

## Toponymie
Le nom de la localité est attesté sous les formes Ecliaci-Villa (IXe siècle) ; Sanctus-Hermes (1141) ; territorium Beati Hermini (1143) ; Sanctus-Herminus (1150) ; Sanctus-Erminus (1190) ; Sanctus-Erminius (1218) ; Saint-Erme-Oultre-et-Ramecourt (1474) ; Saint-Herme (1630) ; Saint-Ermes (1661) ; Saint-Erme-Outre-Ramecourt (1729).

Saint-Erme est un hagiotoponyme qui fait référence à Ermin de Lobbes né VIIe siècle à Herly, qui n'est autre que l'actuel village de Saint-Erme et mort le 25 avril 737 à Lobbes, dans la principauté de Liège (aujourd'hui province de Hainaut, Belgique). L'église de la commune lui est dédiée.
Outre, est un ancien hameau de la commune, attesté sous les formes Ultra-Aisne (1146) ; In villa et territorio de Ultra (1317) ; Outres (1750).

Outre n'est pas un toponyme : ce mot qui signifie « au-delà de », « au-delà de l'Aisne ».
Ramecourt est aussi un ancien hameau de la commune, attesté sous les formes Ramecurt (1174) ; Ramcourt.

Le premier élément Rame fait référence à un toponyme lié à une végétation particulière, notamment une espèce de roseau appelée « rame ».

## Histoire

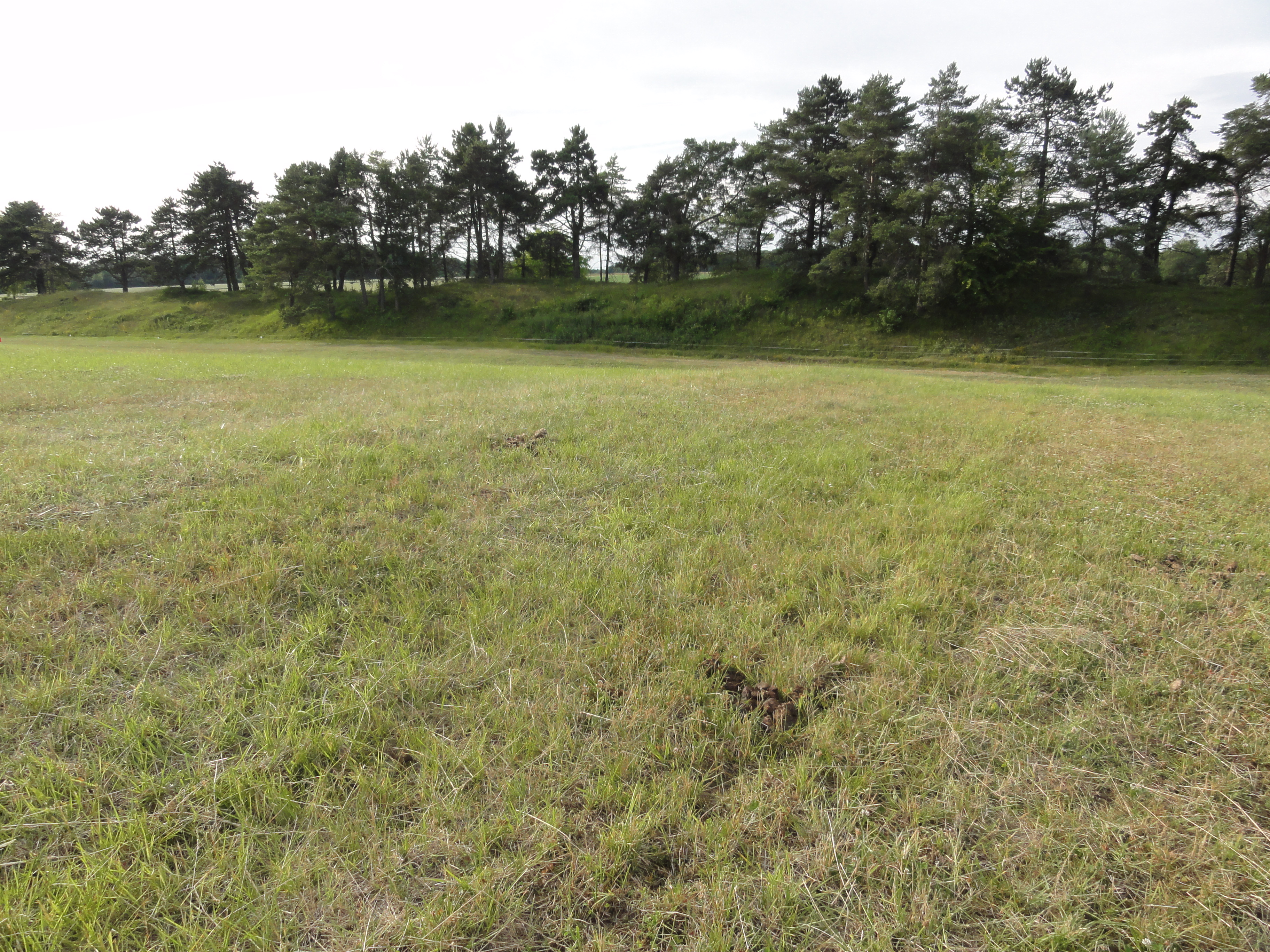
Un bout du murus gallicus du Camp des Romains.

Sur le plateau de Saint-Erme, à cheval sur les communes de Saint-Thomas et de Saint-Erme-Outre-et-Ramecourt se trouve le camp des Romains du vieux Laon, ancien site gallo-romain, qui serait lié au Bibrax gaulois.
Au VIIe siècle, saint Erme, né à Herly, qui n'est autre que l'actuel village de Saint-Erme, devenu moine dans l'abbaye de Lobbes en Belgique, fait don d'un domaine qu'il possédait à Herly, et où les moines de Lobbes fondèrent un prieuré. Saint Erme deviendra le deuxième abbé de Lobbes, et après sa mort, les moines changent le nom du prieuré de Herly en Saint-Erme. En 1141, le prieuré de Saint-Erme est mentionné dans l'acte de confirmation de la fondation de l'abbaye de Vauclair. À la fin du XVIe siècle le prieuré passe à l'abbaye de Saint-Remi de Reims.
Pendant la Révolution les trois paroisses sont érigées en communes indépendantes. Les villageois ont alors défendu avec les armes leurs églises contre l'ordre de destruction. Les trois communes fusionnèrent en 1802.
Au cours de la Première Guerre mondiale, des combats se déroulent à Saint-Erme les 14 et 15 septembre 1914. On dénombre 11 blessés et 84 "disparus" du côté français.
Le 13 octobre 1918, le village est libéré par le 320e régiment d'infanterie.

## Politique et administration

### Découpage territorial
La commune de Saint-Erme-Outre-et-Ramecourt est membre de la communauté de communes de la Champagne Picarde, un établissement public de coopération intercommunale (EPCI) à fiscalité propre créé le 22 décembre 1995 dont le siège est à Saint-Erme-Outre-et-Ramecourt. Ce dernier est par ailleurs membre d'autres groupements intercommunaux.
Sur le plan administratif, elle est rattachée à l'arrondissement de Laon, au département de l'Aisne et à la région Hauts-de-France. Sur le plan électoral, elle dépend du canton de Villeneuve-sur-Aisne pour l'élection des conseillers départementaux, depuis le redécoupage cantonal de 2014 entré en vigueur en 2015, et de la première circonscription de l'Aisne  pour les élections législatives, depuis le dernier découpage électoral de 2010.

### Administration municipale
Le nombre d'habitants au dernier recensement étant compris entre 1 500 et 2 499, le nombre de membres du conseil municipal est de 19.

### Répartitions administratives et électorales
Sur le plan administratif, Saint-Erme-Outre-et-Ramecourt fait partie de l'arrondissement de Laon et avant la réforme territoriale de 2014 faisait partie du canton de Sissonne. Saint-Erme-Outre-et-Ramecourt fait partie de la communauté de communes de la Champagne Picarde, créée le 22 décembre 1995, qui a son siège à Saint-Erme-Outre-et-Ramecourt et qui regroupe 48 communes.
Sur le plan électoral, Saint-Erme-Outre-et-Ramecourt est l'une des 181 communes de la troisième circonscription de l'Aisne et depuis le redécoupage cantonal de 2014, l'une des 76 communes du canton de Villeneuve-sur-Aisne.

## Démographie
L'évolution du nombre d'habitants est connue à travers les recensements de la population effectués dans la commune depuis 1793. Pour les communes de moins de 10 000 habitants, une enquête de recensement portant sur toute la population est réalisée tous les cinq ans, les populations de référence des années intermédiaires étant quant à elles estimées par interpolation ou extrapolation. Pour la commune, le premier recensement exhaustif entrant dans le cadre du nouveau dispositif a été réalisé en 2006.

En 2022, la commune comptait 1 700 habitants, en évolution de −1,62 % par rapport à 2016 (Aisne : −1,97 %, France hors Mayotte : +2,11 %).
| 1793  | 1800  | 1806  | 1821  | 1831  | 1836  | 1841  | 1846  | 1851  |
| ----- | ----- | ----- | ----- | ----- | ----- | ----- | ----- | ----- |
| 1 271 | 1 478 | 1 501 | 1 497 | 1 876 | 1 829 | 1 834 | 1 785 | 1 668 |

| 1856  | 1861  | 1866  | 1872  | 1876  | 1881  | 1886  | 1891  | 1896  |
| ----- | ----- | ----- | ----- | ----- | ----- | ----- | ----- | ----- |
| 1 731 | 1 643 | 1 644 | 1 570 | 1 643 | 1 624 | 1 502 | 1 471 | 1 396 |

| 1901  | 1906  | 1911  | 1921  | 1926  | 1931  | 1936  | 1946  | 1954  |
| ----- | ----- | ----- | ----- | ----- | ----- | ----- | ----- | ----- |
| 1 335 | 1 262 | 1 234 | 1 083 | 1 362 | 1 444 | 1 384 | 1 399 | 1 482 |

| 1962  | 1968  | 1975  | 1982  | 1990  | 1999  | 2006  | 2011  | 2016  |
| ----- | ----- | ----- | ----- | ----- | ----- | ----- | ----- | ----- |
| 1 522 | 1 578 | 1 791 | 1 818 | 1 867 | 1 861 | 1 827 | 1 844 | 1 728 |

| 2021  | 2022  | - | - | - | - | - | - | - |
| ----- | ----- | - | - | - | - | - | - | - |
| 1 705 | 1 700 | - | - | - | - | - | - | - |

## Enseignement
Il existe une école publique à Saint-Erme-Ville (avec maternelle), une école primaire publique à Saint-Erme-gare (avec maternelle) et une école maternelle à Ramecourt. Autrefois, les trois villages avaient chacun leur école.

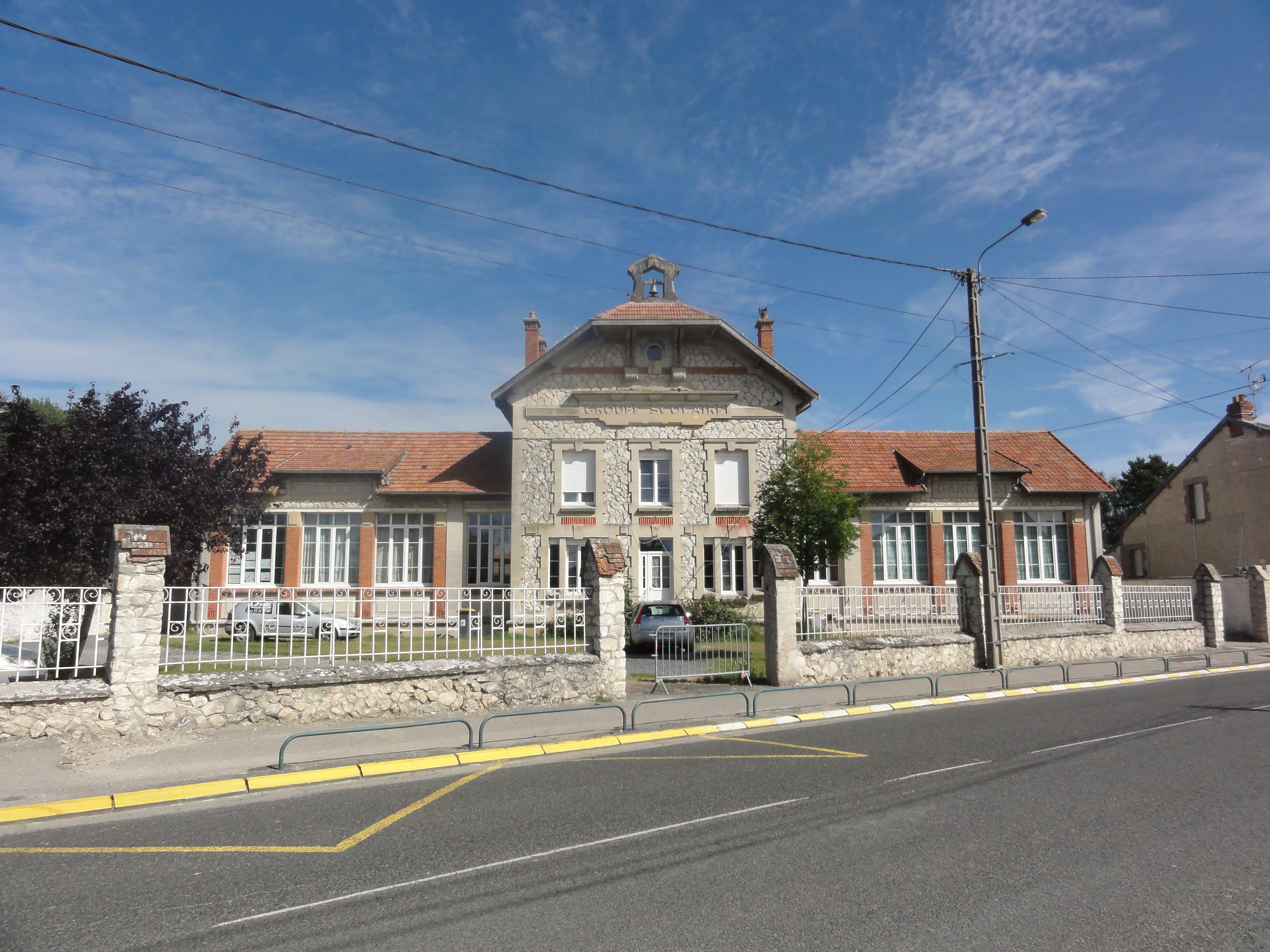
École à Saint-Erme-gare.
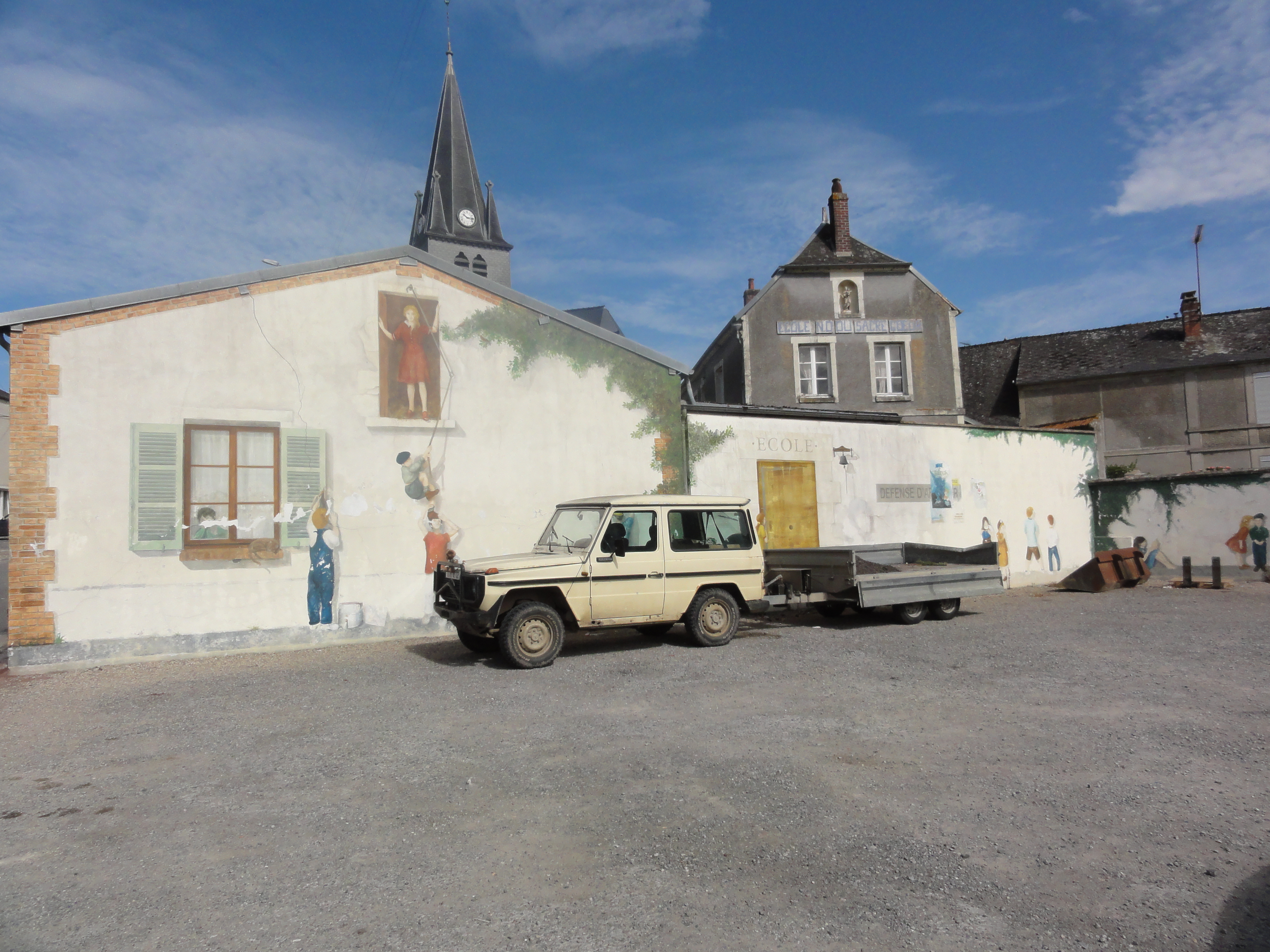
Ancienne école à Ramecourt.
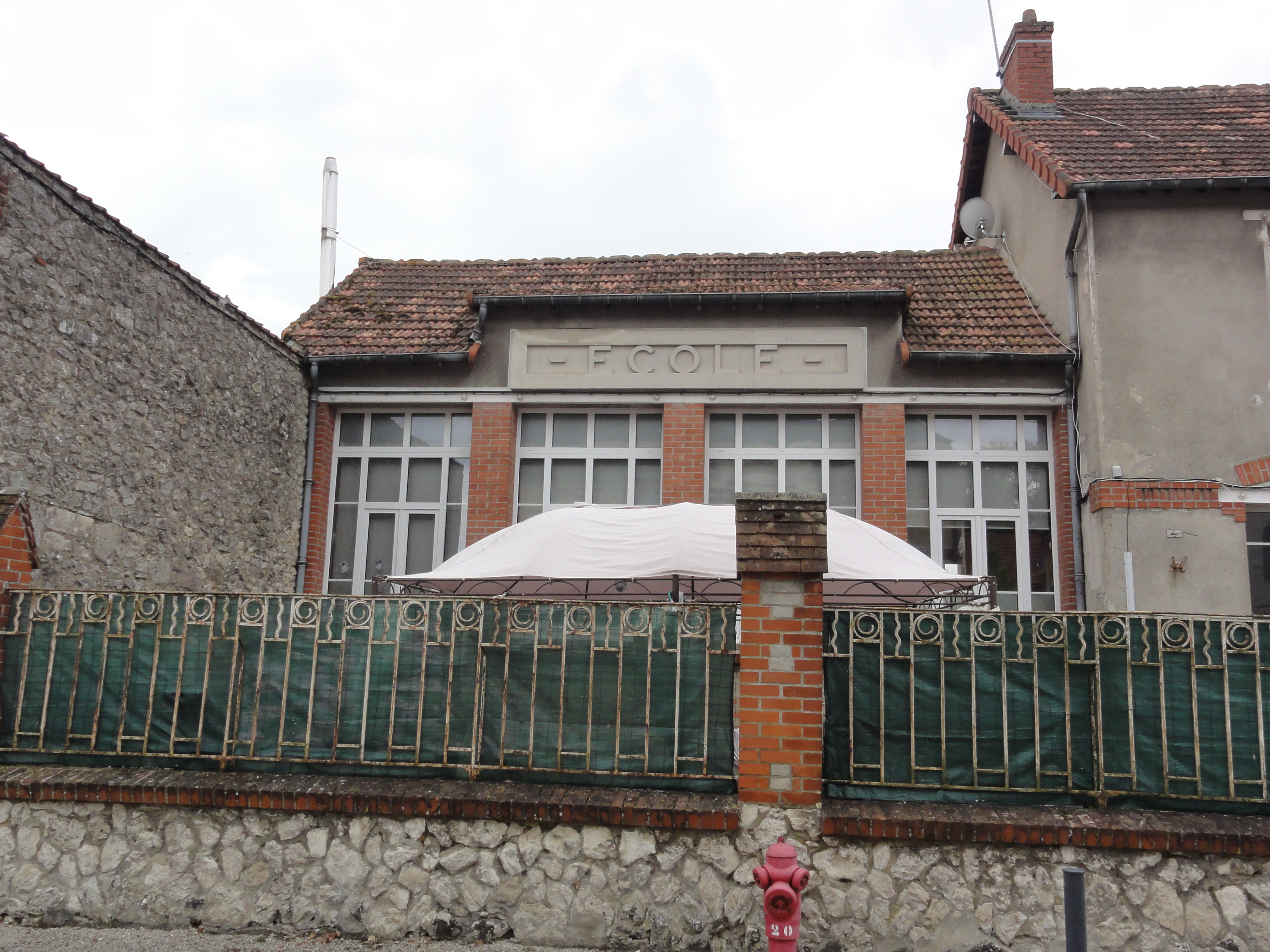
École à Outre.

## Vie sociale et culturelle

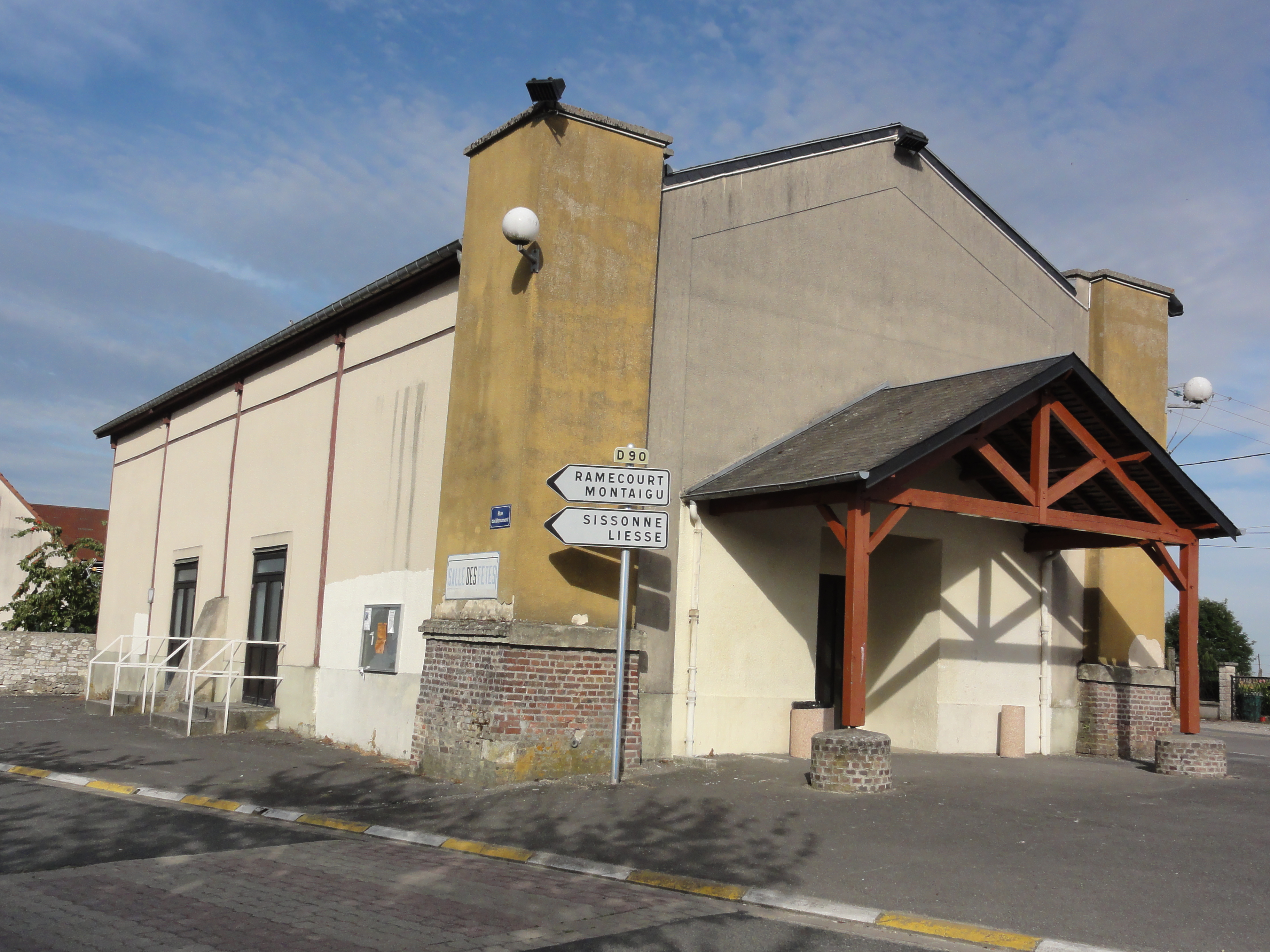
Salle des fêtes.

- Salle des fêtes à Saint-Erme-ville.
- Salle Saint-Fiacre à Ramecourt.
- Bibliothèque à Saint-Erme-gare.
- Salle polyvalente à dominante sportive à Ramecourt.
- Salle polyvalente à Saint-Erme-gare.
- Terrains de sport : football, tennis, pétanque, skate park.
- ASER : Association sportive et éducative de Ramecourt.
- Badminton Club de Saint-Erme.
- SEBB : Saint-Erme Basket-ball.
- Association Gymnastique d'Entretien.
- Club de randonnée pédestre.
- Les fils d'Argent (Club troisième âge).
- Société de chasse de Saint-Erme-Outre-et-Ramecourt.
- Association Mémoires Locales (ou AML), (Patrimoine)

## Culture locale et patrimoine

### Lieux et monuments
- Les trois anciennes paroisses ont conservé leurs églises : 
  - Église Saint-Erme à Saint-Erme-Ville, avec des éléments architecturaux qui datent du XIe siècle, monument historique ;
  - Église Saint-Géry d'Outre, qui remonte au XVIIe siècle ;
  - Église Saint-Théodulphe de Ramecourt, qui remonte au XIIe siècle, mais reconstruite en étapes, l'édifice actuel est essentiellement du XIXe siècle[31].

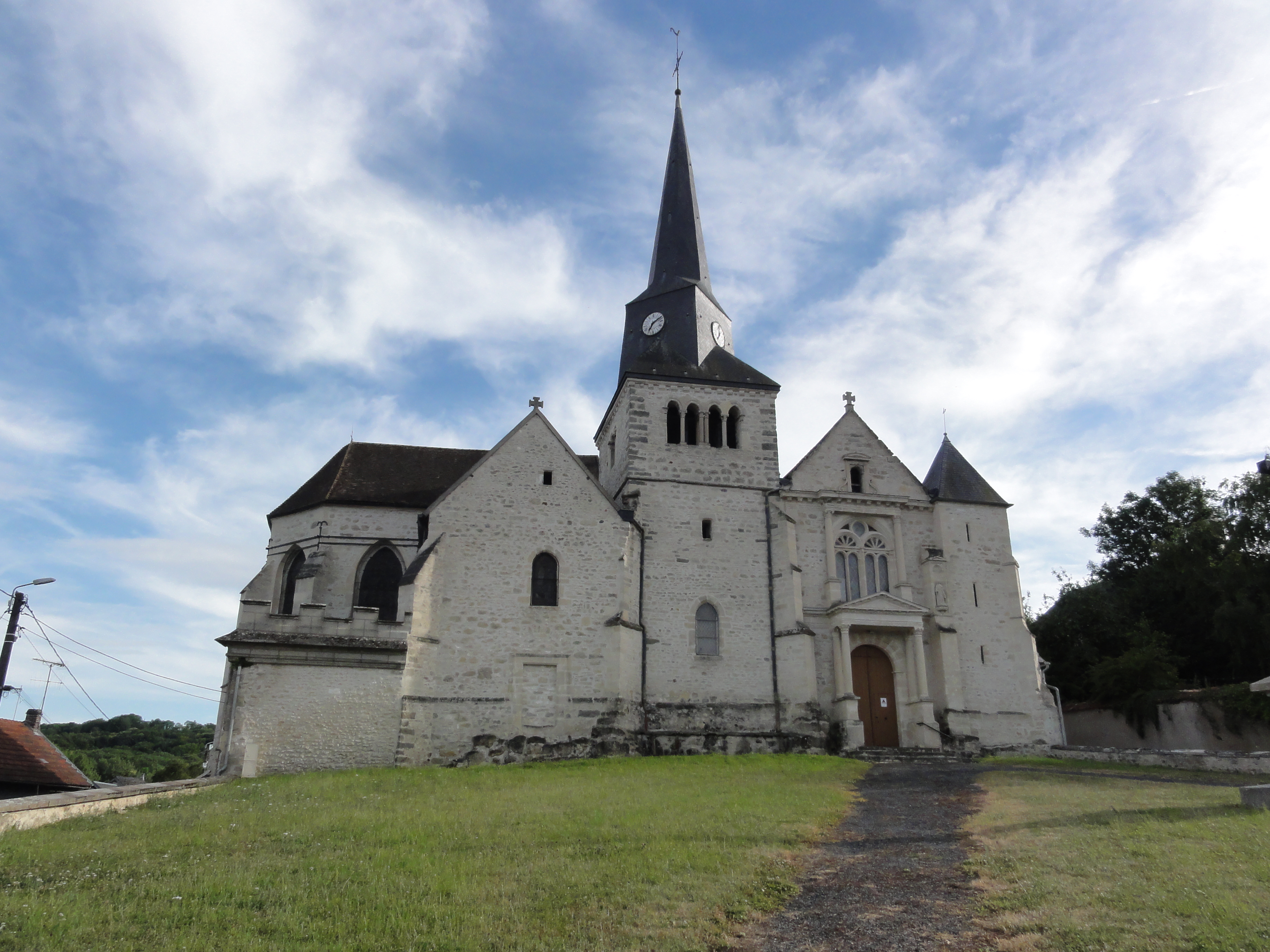
Église Saint-Erme.
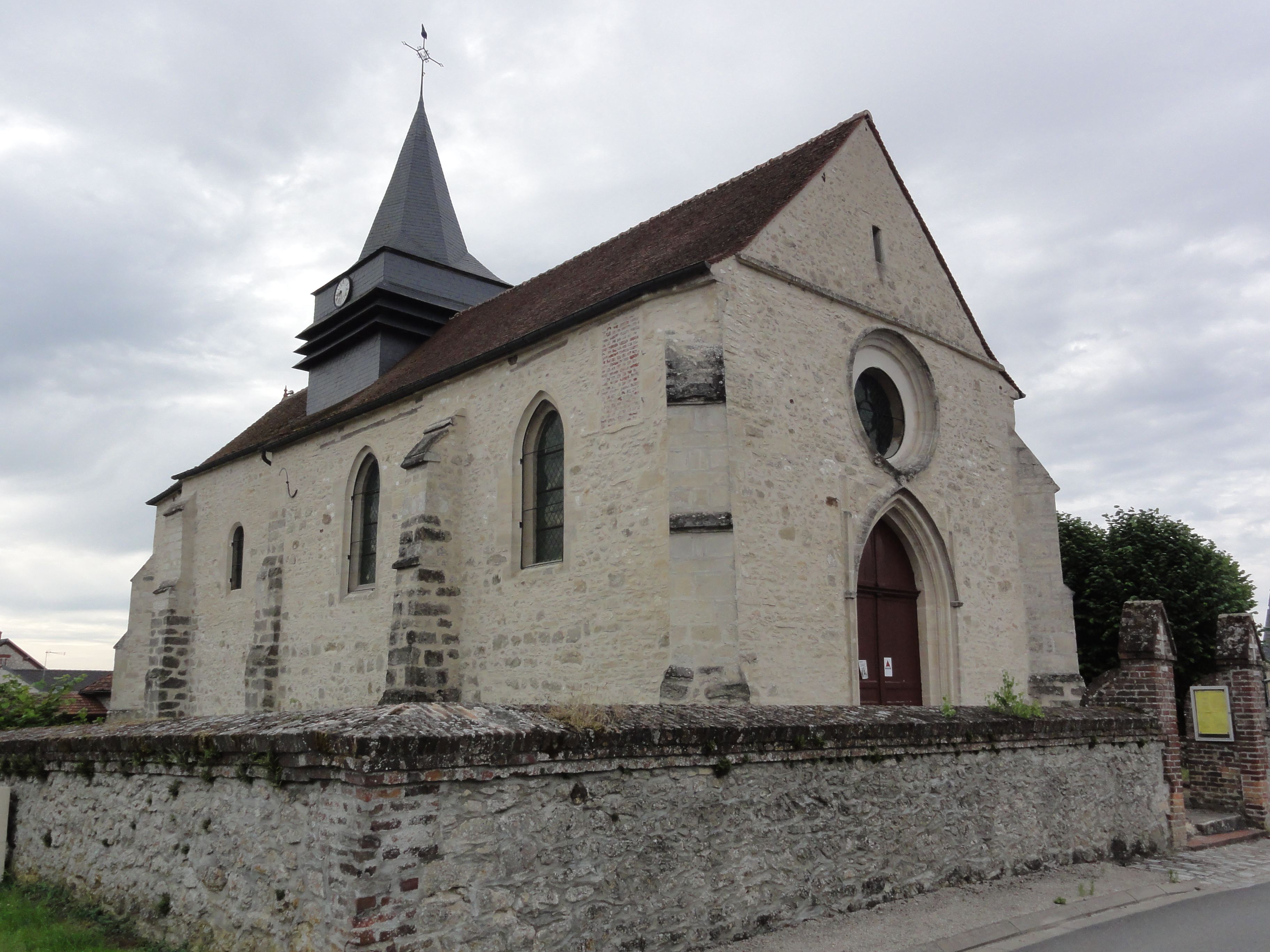
Église Saint-Géry.
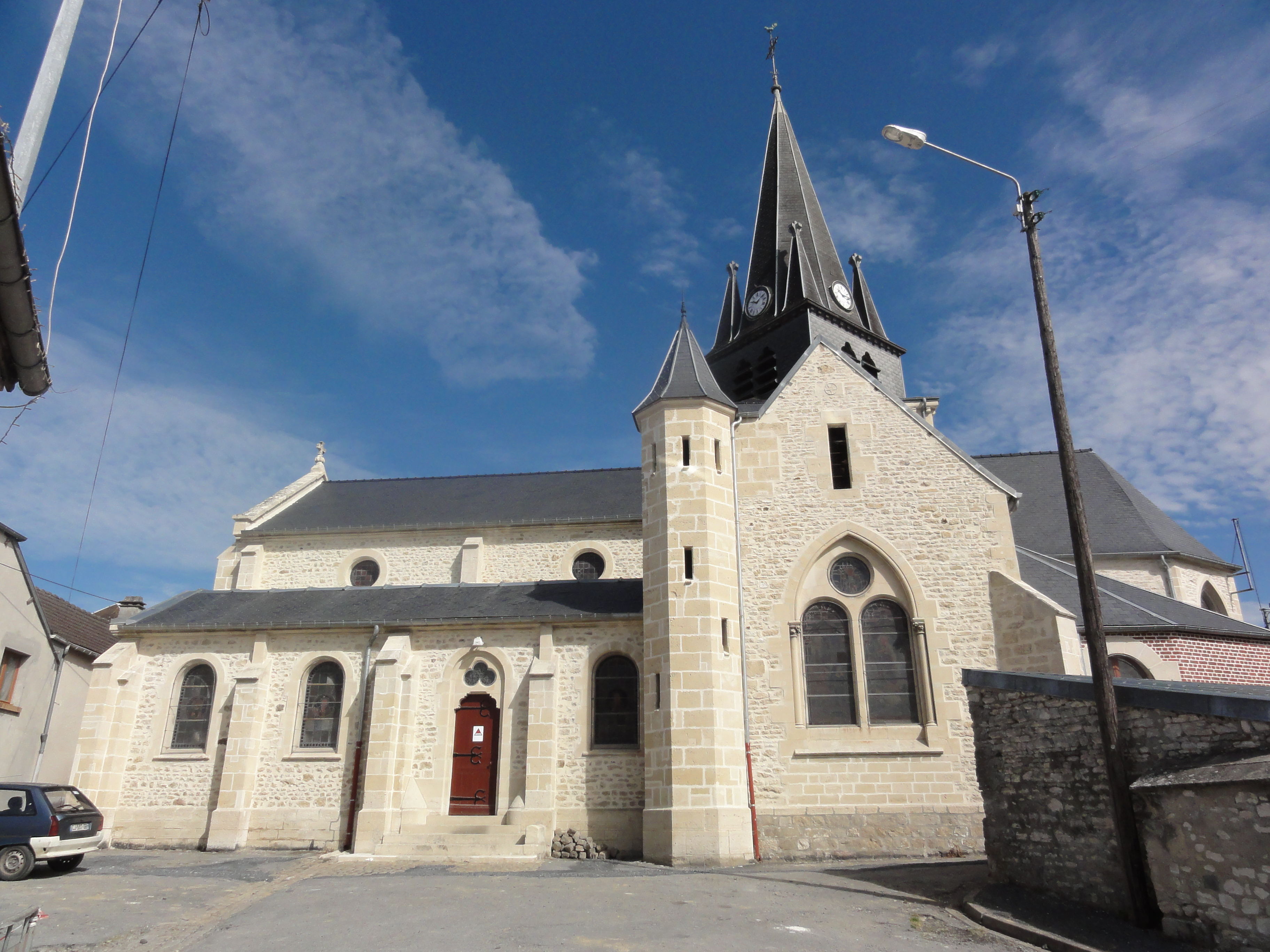
Église Saint-Théodulphe.

- Les cimetières :
  - le cimetière communal de Saint-Erme ;
  - à l'arrière de ce cimetière : le Saint-Erme Communal Cemetery Extension, le cimetière britannique de la Commonwealth War Graves Commission ;
  - l'ancien cimetière d'Outre, entourant l'église d'Outre ;
  - le cimetière disparu de l'enceinte de l'église Saint-Erme, et dont le grand calvaire aux trois statues existe toujours.

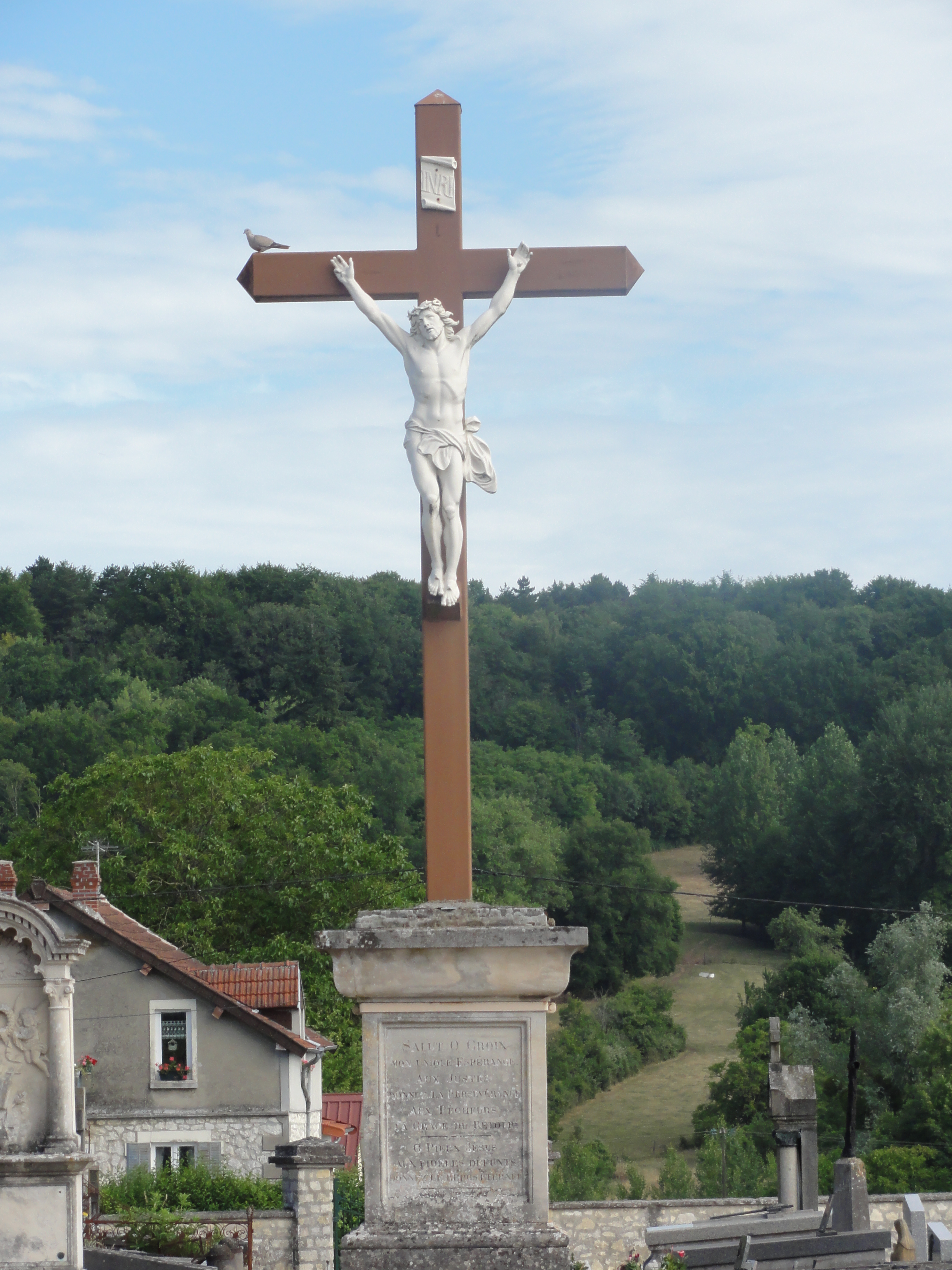
Croix du cimetière de Saint-Erme.
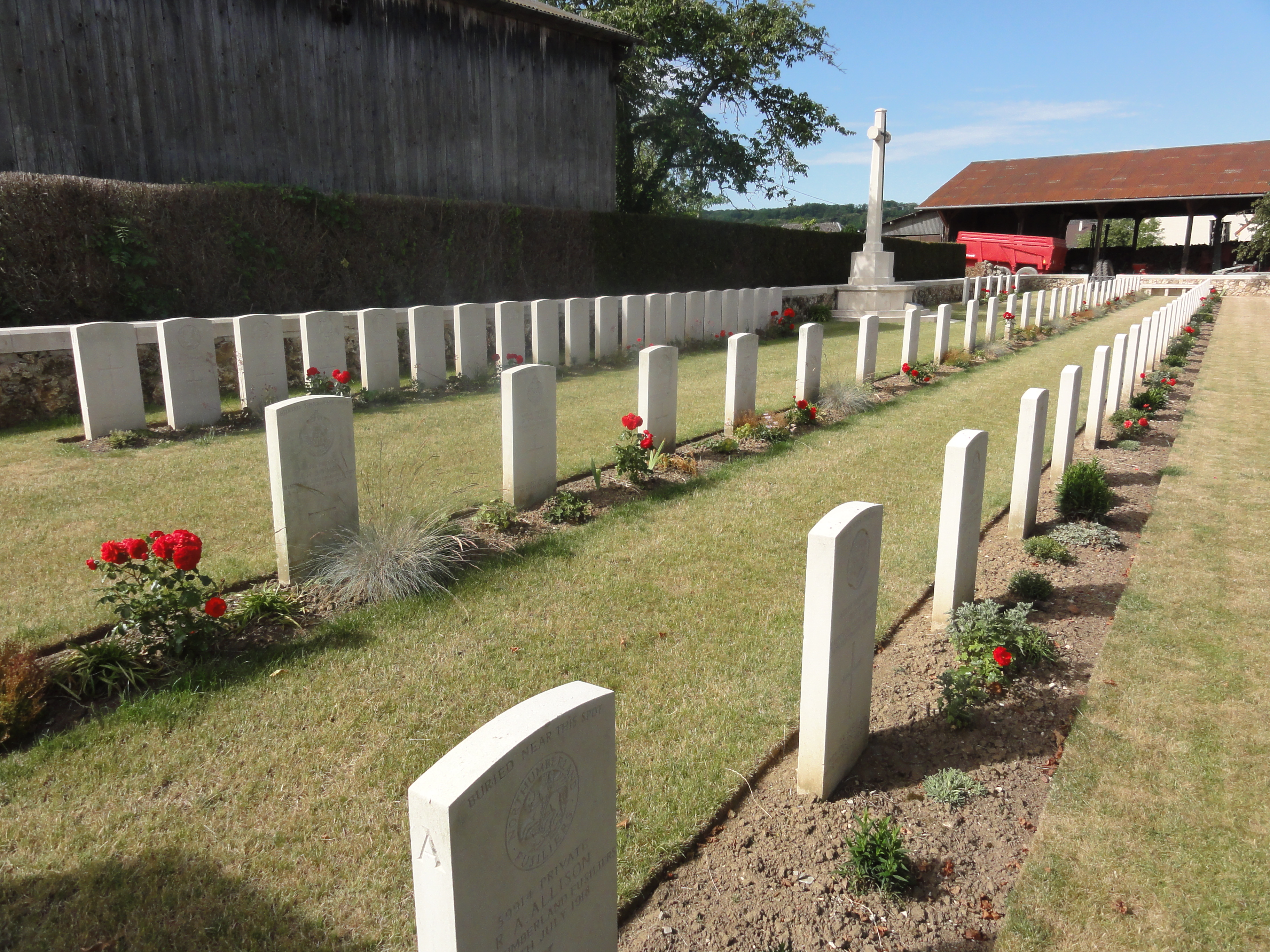
St Erme Communal Cemetery Extension.
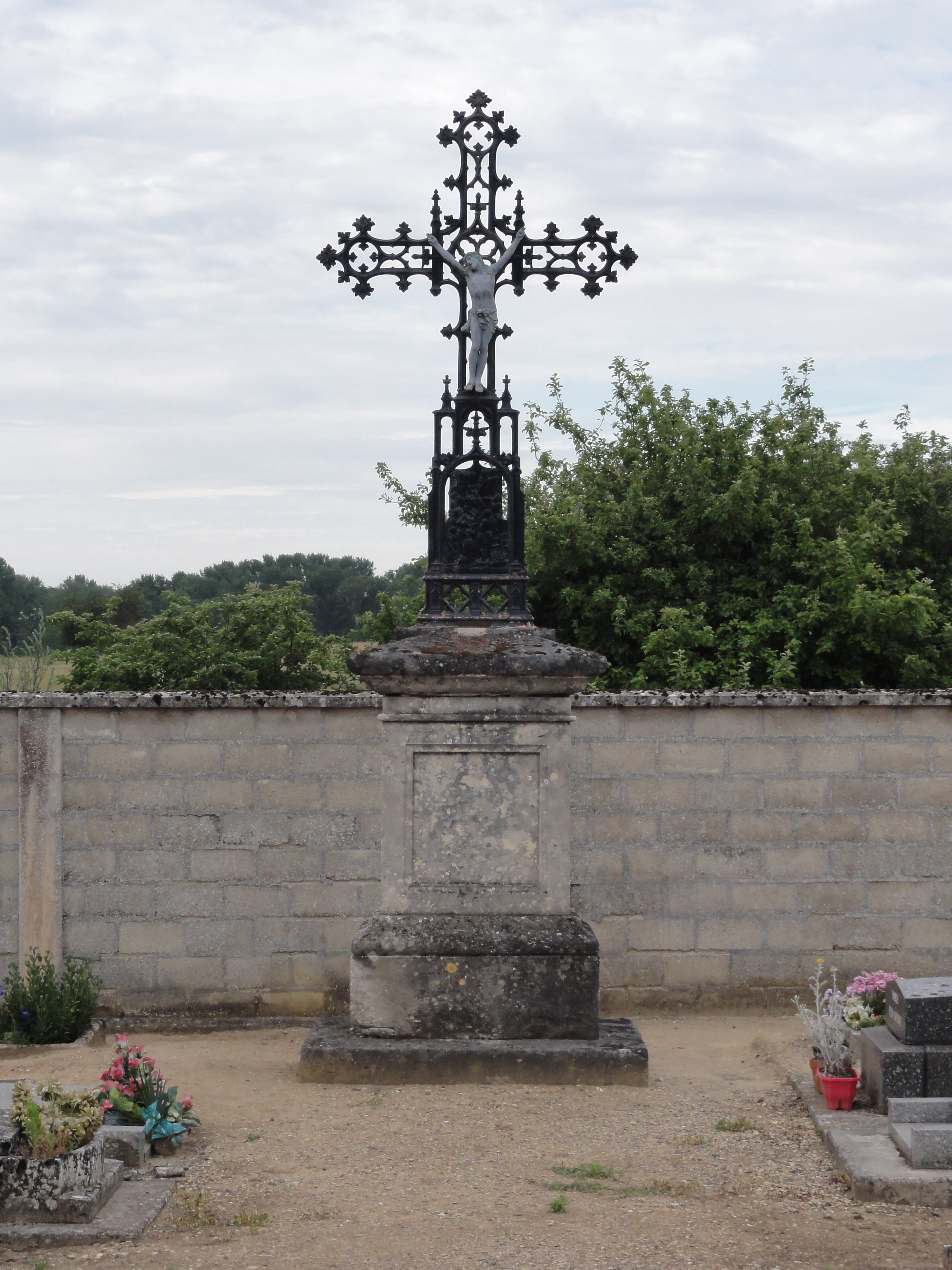
Croix du cimetière d'Outre.
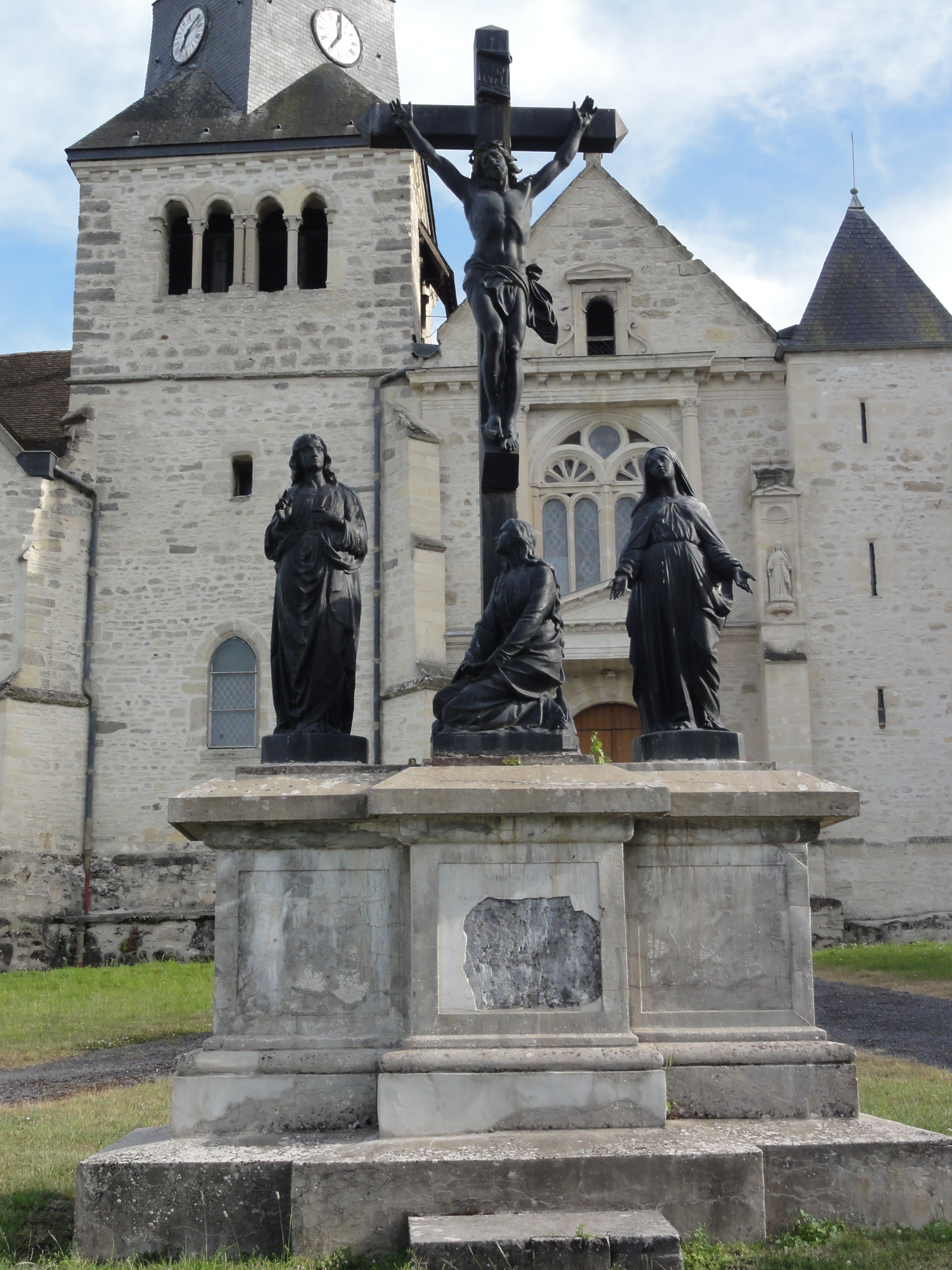
Calvaire dans l'enceinte de l'église Saint-Erme.

- Trois monuments aux morts, un pour chaque village.

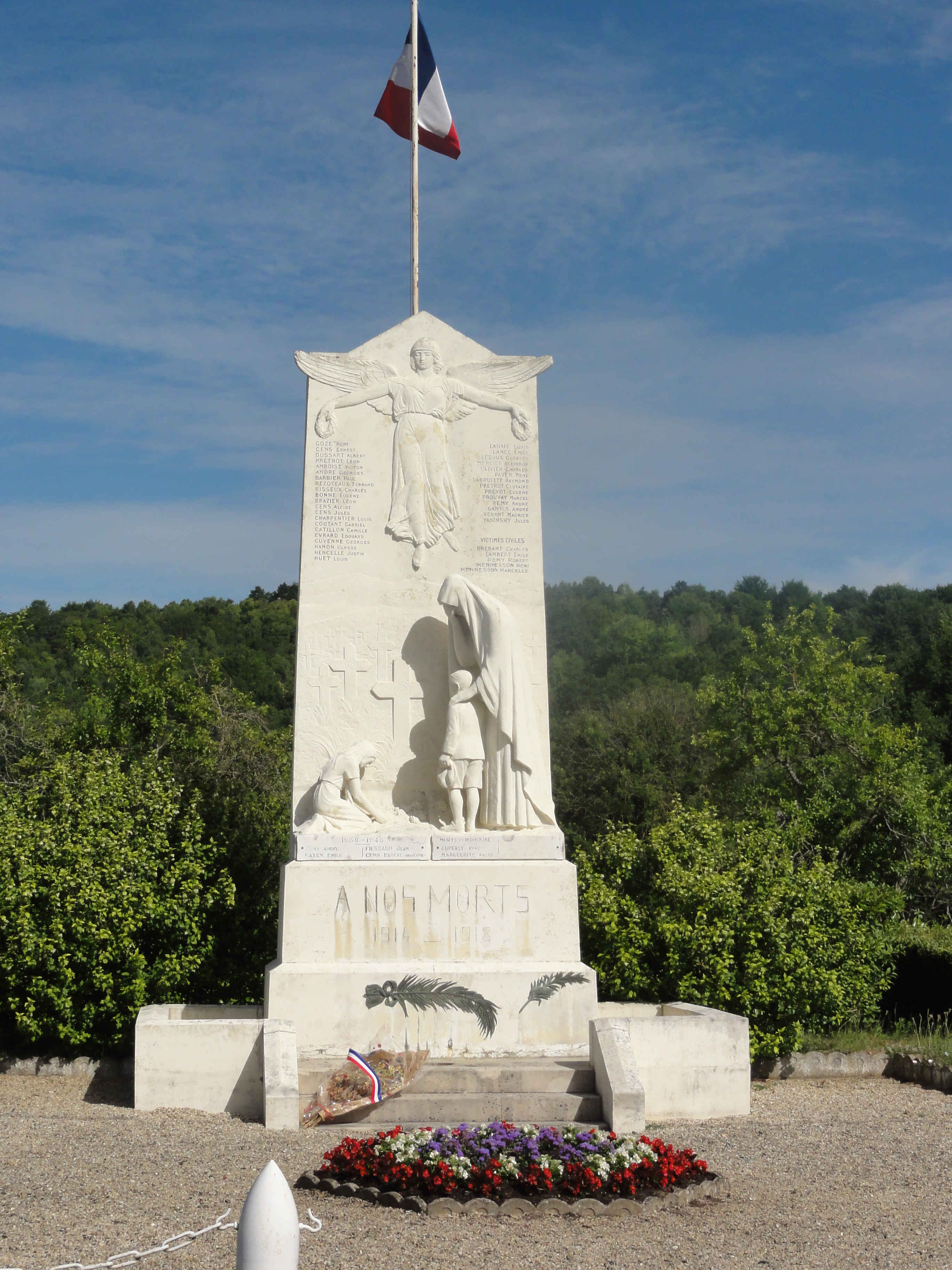
Monument aux morts de Saint-Erme(-ville).
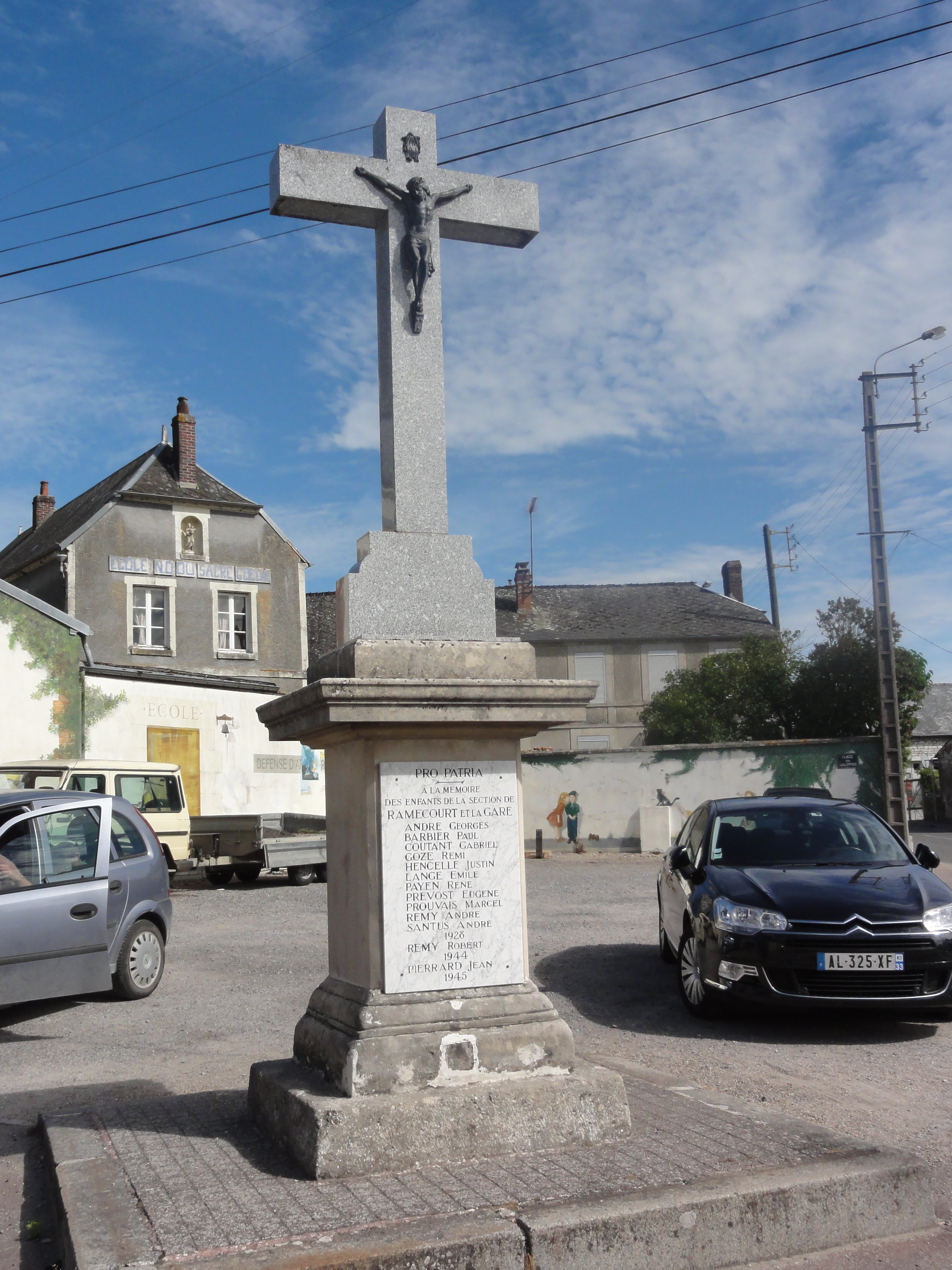
Monument aux morts de Ramecourt.
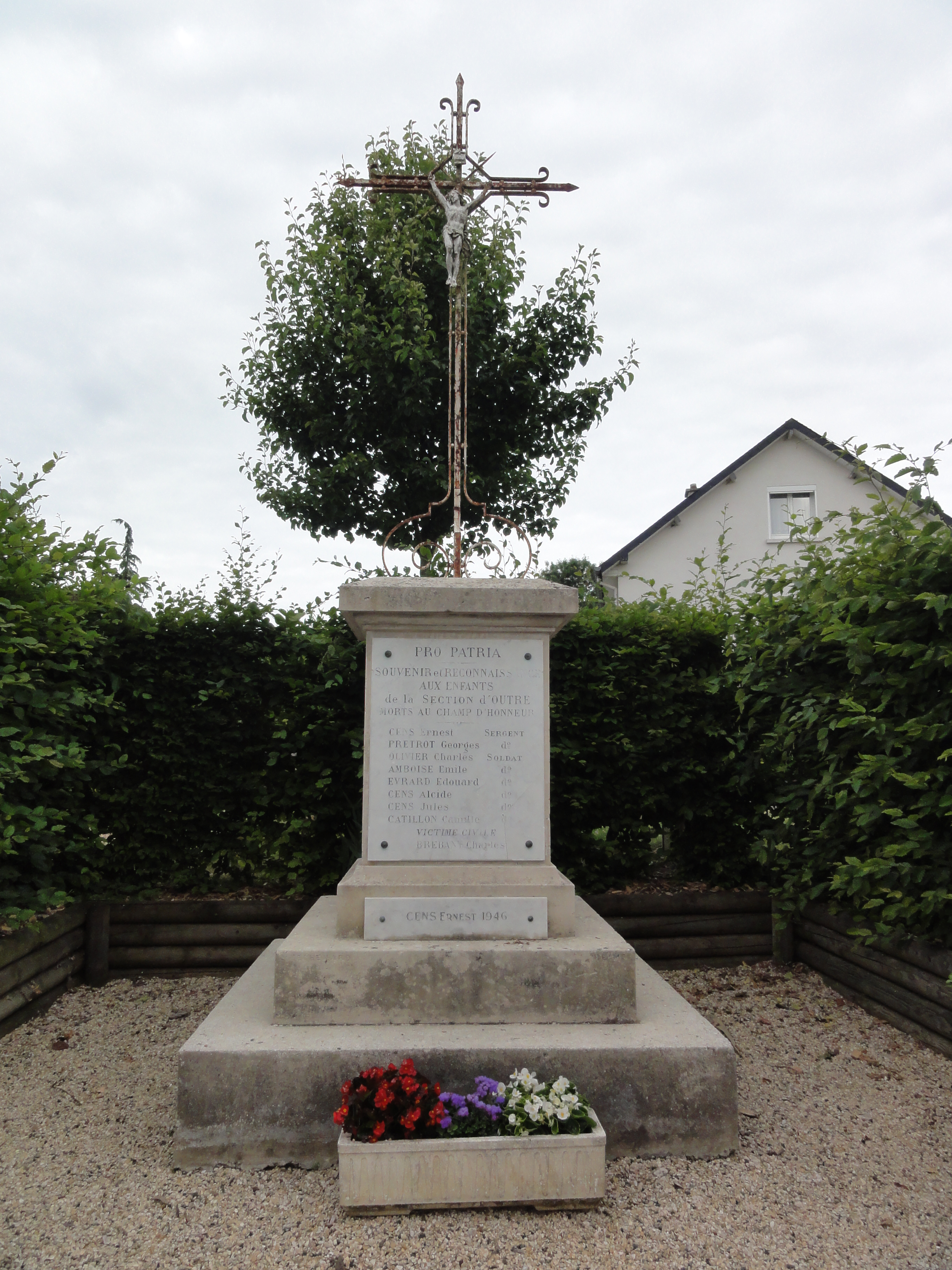
Monument aux morts d'Outre.

- Petit patrimoine :
  - fontaine-oratoire adossé à l'église Saint-Erme ;
  - fontaine à côté de l'église Saint-Gery d'Outre ;
  - des nombreuses croix de chemin ;
  - lavoir ;
  - signal de Saint-Erme, borne géodésique.
- Des chemins de randonnée pédestre et VTT sur le plateau de Saint-Erme. Le GR 12 et une variante passent près du signal de Saint-Erme.

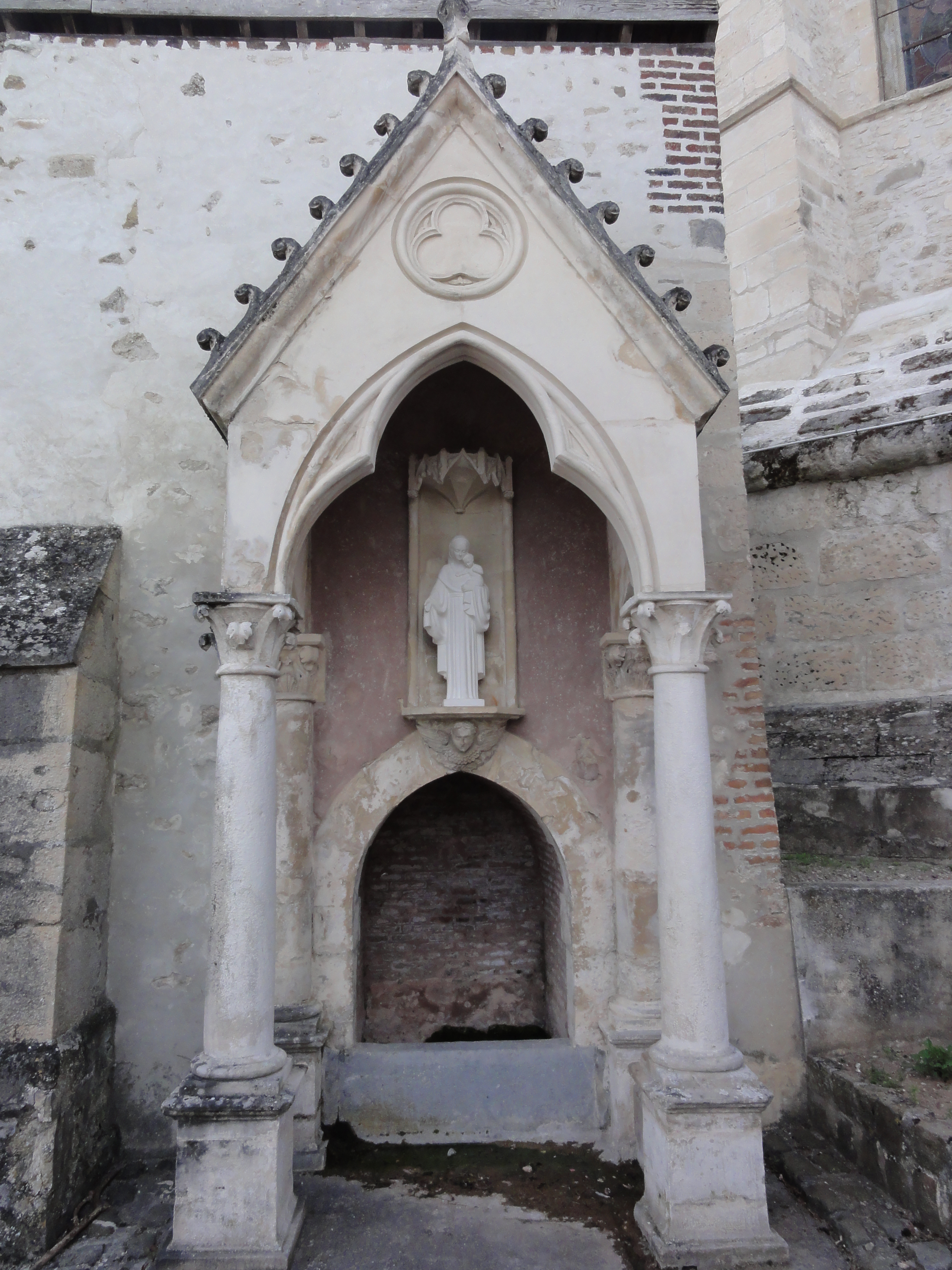
Fontaine-oratoire adossé à l'église Saint-Erme.
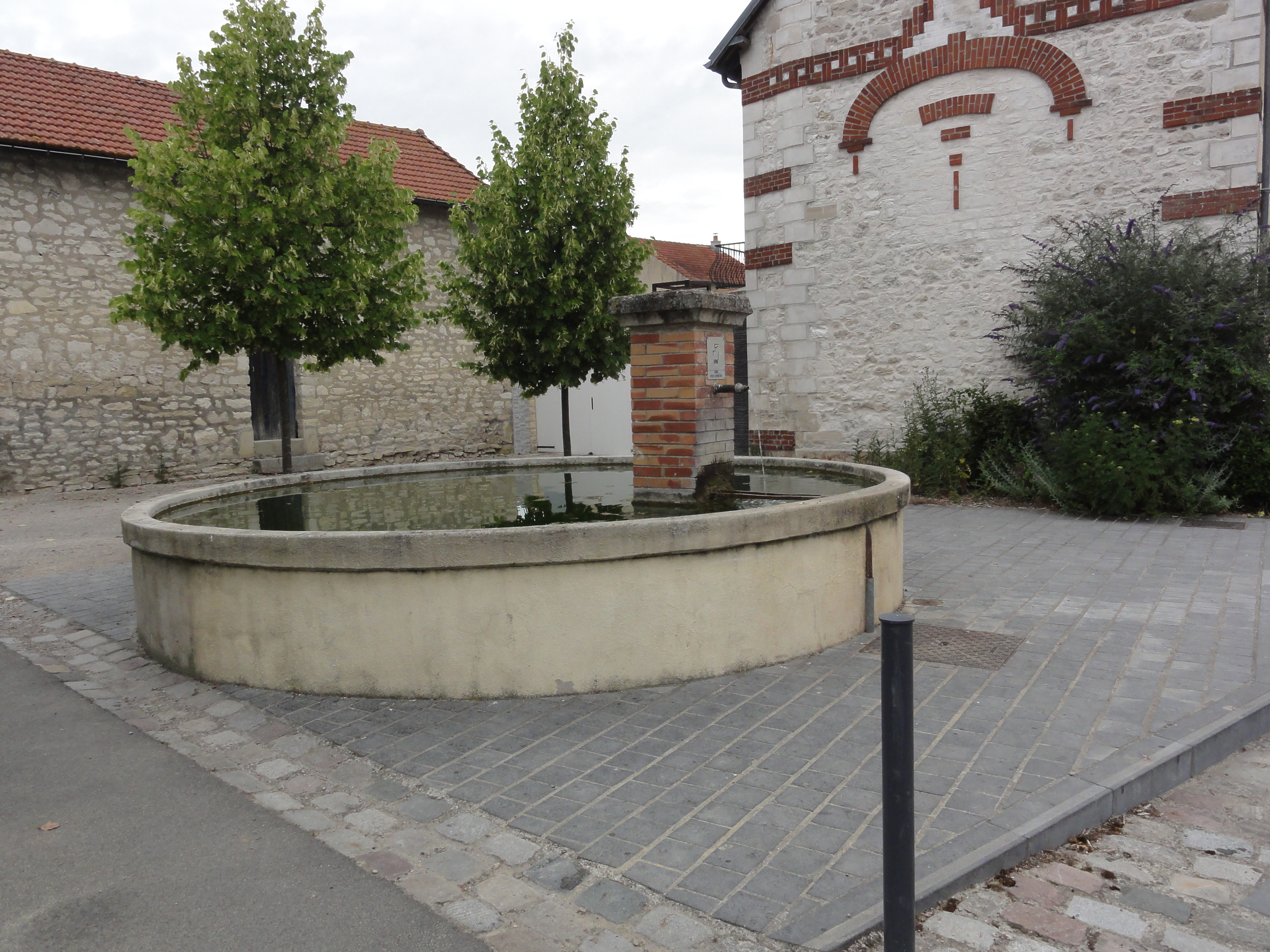
Fontaine à côté de l'église Saint-Gery d'Outre.
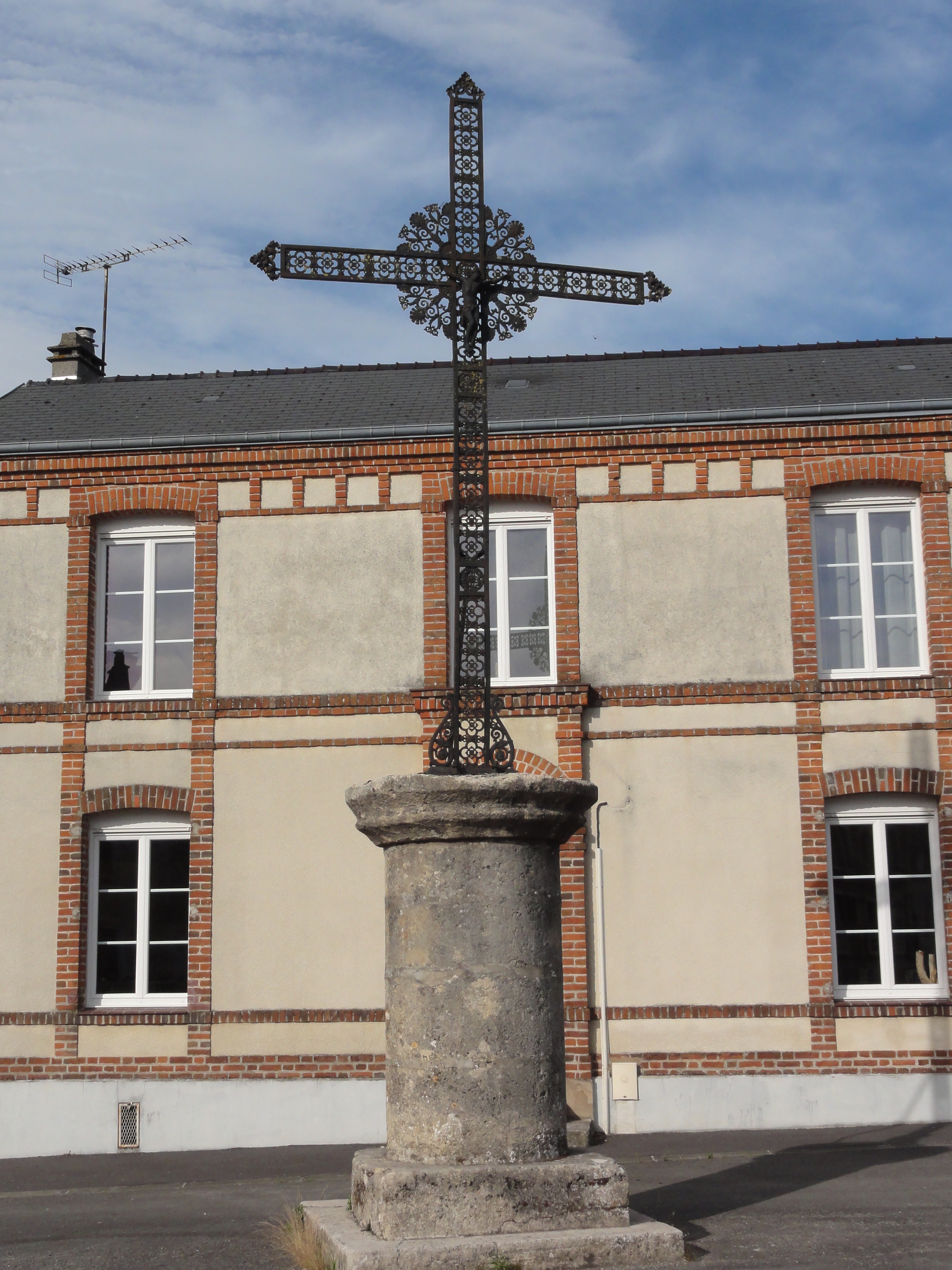
Croix de chemin à Saint-Erme-ville.
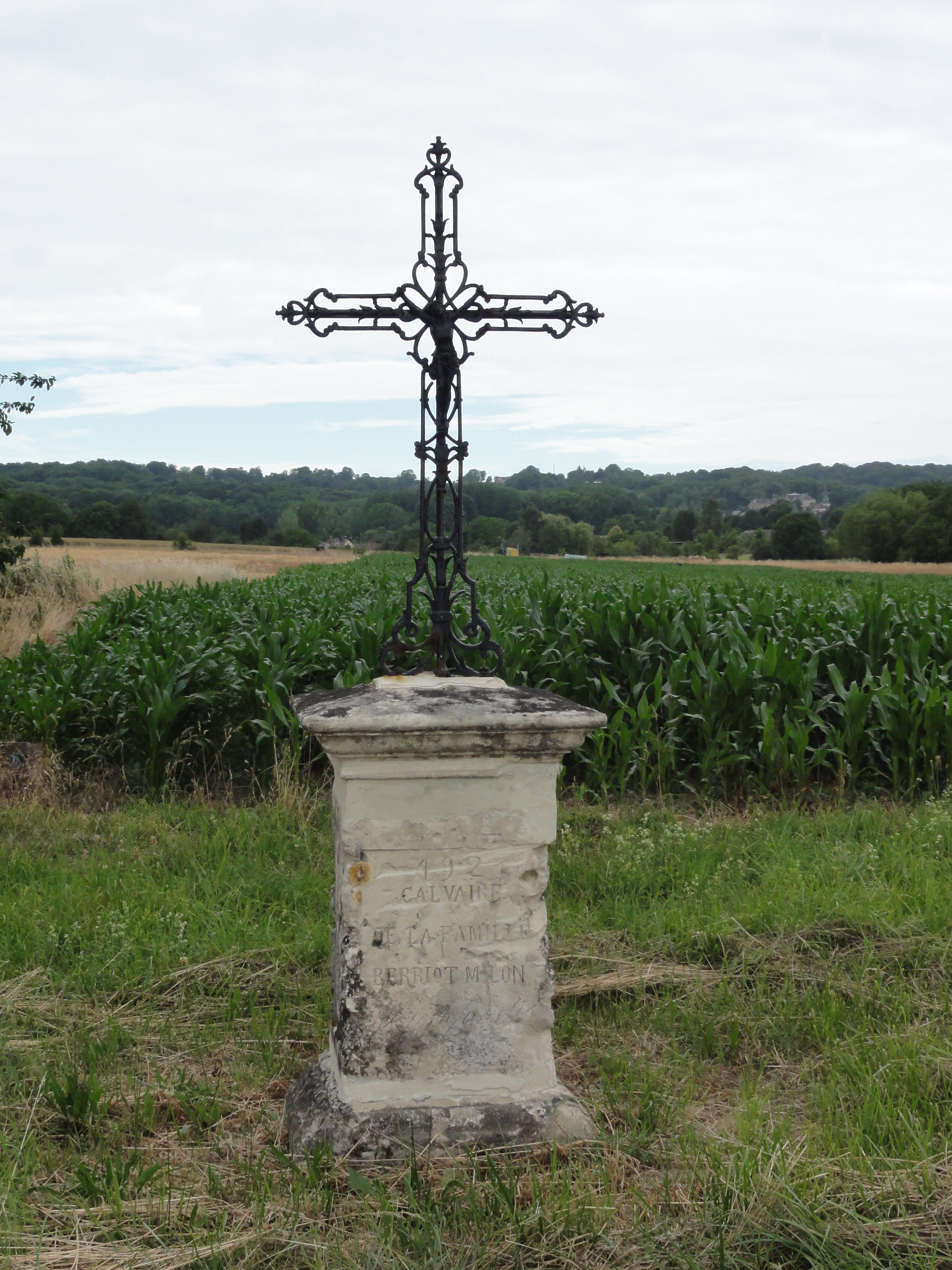
Croix sur la D 18 à hauteur d'Outre, calvaire de la famille Berriot-Milon.

### Personnalités liées à la commune
- Saint Ermin de Lobbes, deuxième abbé de l'abbaye de Lobbes (Hainaut, Belgique), est né à Herly. En hommage au saint le village adopta le nom de Saint-Erme. Ermin mourut à Lobbes en 737. Son sarcophage se trouve dans la collégiale de Lobbes.

### Héraldique
| Blason de Saint-Erme-Outre-et-Ramecourt | Blason  | De sinople à la grive perchée sur une branche posée en fasce en pointe, avec son caillou, picorant une grappe de raisin appendue à une branche posée en fasce en chef, le tout au naturel. |
| Blason de Saint-Erme-Outre-et-Ramecourt | Détails | Le statut officiel du blason reste à déterminer. |